# Musée national de la Sculpture
Le musée national de la Sculpture (en espagnol, Museo Nacional de Escultura) se trouve dans la ville de Valladolid (Espagne). Il abrite des œuvres réalisées entre le bas Moyen Âge et le XIXe siècle ainsi qu'un grand nombre de toiles de maîtres (Rubens, Zurbarán et Meléndez entre autres). Il est particulièrement renommé pour sa collection de sculpture polychrome de la Renaissance et du baroque espagnol, considérée comme l'une des plus originales d’Europe.
Fondé en 1842, il est situé dans l'ancien collège Saint-Grégoire, monument historique de style isabélin et porte son nom actuel depuis 1933.

## Historique
C’est l’un des plus anciens musées espagnols. Fondé en 1842 en tant que Musée Provincial de Beaux Arts et installé dans le Collège Santa Cruz, sa collection s’est constituée à partir des trésors artistiques provenant des couvents supprimés en 1836 lors du désamortissement.
En 1933, la Seconde République, afin de souligner la richesse du patrimoine national et de développer l’étude scientifique de sa collection le promut comme Museo Nacional de Escultura et transféra la collection au Collège San Gregorio.
Depuis, sa collection n’a cessé de s’agrandir grâce aux legs des particuliers et aux dépôts et achats de l’État, surtout des sculptures, mais également de nombreuses peintures qui reflètent la diversité de ses fonds qu'il abrite.
En 2009, à la suite de sa réhabilitation architecturale et de la modernisation de ses équipements, il a rouvert ses portes au public sous le nom de « Musée National Collège San Gregorio » jusqu'à ce qu'il reçût en 2011 les fonds du Musée National des Reproductions Artistiques et récupérât à cette occasion son nom d'origine.
Il fut temporairement nommé musée national collège Saint-Grégoire après les rénovations importantes de 2008 et jusqu'à ce qu'il reçût en 2011 les fonds du Musée National de Reproductions Artistiques et récupérât à cette occasion son nom d'origine.

## Édifice

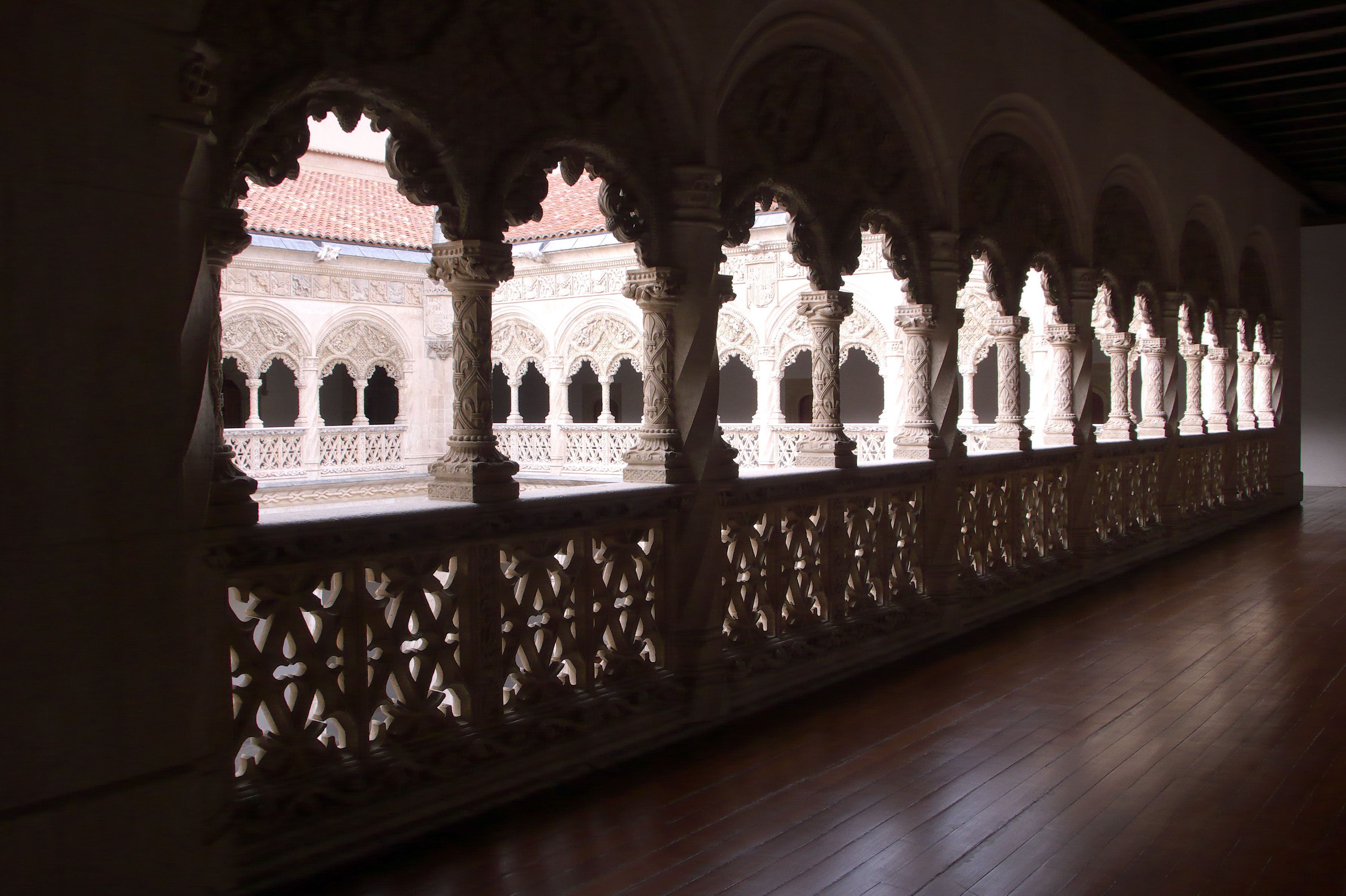
Collège de Saint Gregoire. Patio

Le Colegio de San Gregorio est l’un des meilleurs exemplaires du style isabélin de transition entre le gothique et la renaissance espagnole de la fin du XVe siècle. Son patio (sa cour) et son porche sont connus pour le raffinement de leur ornementation, l’élégance des proportions et leur iconographie ostentatoire de pouvoir au service de la nouvelle monarchie des Rois Catholiques.
Voué à l’enseignement de la théologie aux frères dominicains, le Colegio fit autorité en matière de doctrine dans l’Espagne renaissante et baroque.
Le Musée présente sa collection dans une adaptation muséographique respectueuse de la morphologie initiale de l’édifice historique. Il se peut que cela limite d’une certaine manière le confort du visiteur et conditionne la présentation des œuvres d’art.

## La collection

### Âge d’or de la sculpture espagnole

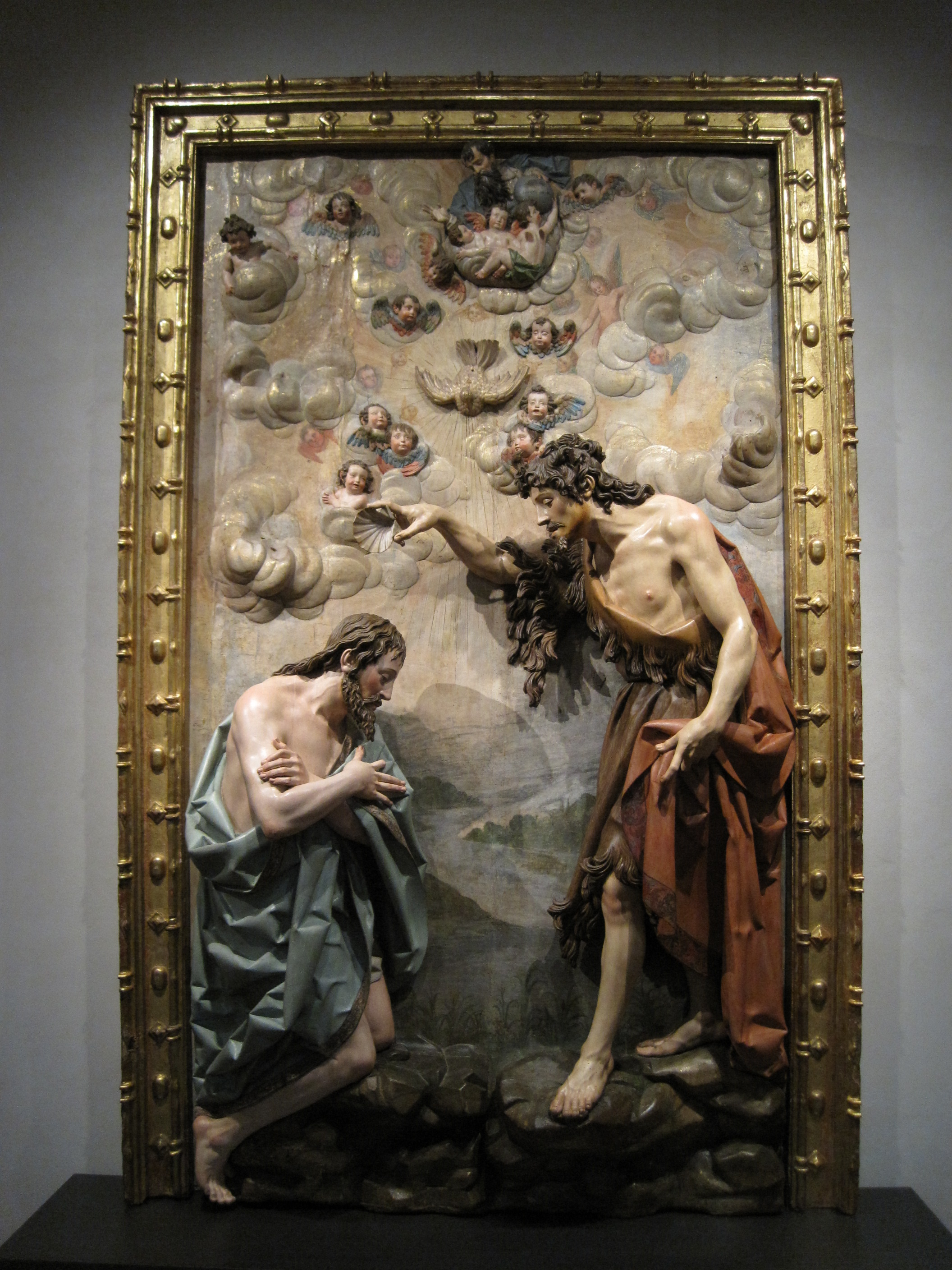
Gregorio Fernández
Baptême du Christ, 1624-28

La collection jouit d’une identité reconnue, qui lui vient de sa spécialisation dans la sculpture taillée dans le bois et la polychromie. Le répertoire est vaste: des figures isolées ainsi que des ensembles, des bas-reliefs, des stalles de chœur, des sculptures processionnelles, et surtout, des retables. À cela, il faut ajouter les plafonds à caisson en bois, qui offrent au visiteur une « exposition » singulière et parallèle à celle qui se déroule sous ses yeux. Bien que, dans ses fonds, il existe des œuvres qui couvrent une longue période, la collection ne revêt pas de caractère encyclopédique. Elle constitue un bel échantillon de la sculpture réalisée dans la phase la plus riche et la plus variée de l'histoire de l’art espagnole, du XVe au XVIIIe siècle.
Son intérêt et sa qualité sont dus au rôle joué par Valladolid à l’âge moderne en tant que résidence intermittente de la monarchie et de la cour. L’ambiance cosmopolite et l’esprit d’entreprendre de l’époque ont fomenté le mécénat et l’innovation artistique, suscité la présence des artistes et des écrivains, et tissé une relation étroite avec les foyers les plus actifs de l’art européen.

### Thématique religieuse
De par sa thématique religieuse, les œuvres du Musée appartiennent à une catégorie spéciale d’objets : ce sont des images sacrées, médiatrices entre le visible et l’invisible, investies d’une fonction rituelle et destinées à une société dévote. Placées dans des lieux de culte, elles faisaient partie d’ensembles aujourd’hui perdus ou démembrés. Pour cette raison, elles sont parfois incomplètes ou peuvent paraître disproportionnées du fait qu’elles ont été conçues pour être vues à une très grande distance.
Le musée modifie cet usage sacré des œuvres d’art. Sa fonction consiste à les ramener des siècles passés dans le présent, et, de cette manière, permettre leur contemplation et leur étude, découvrir des détails jamais vus auparavant, les illuminer de façon à apprécier leur beauté, leur mérite artistique et leur intérêt historique.

### Peinture et architecture
La peinture a également son lieu propre au sein de l’exposition permanente, puisqu’elle a été conçue à partir de l’interrelation entre les deux expressions. Ce dialogue s’établit à travers des techniques, comme la polychromie, la taille du bois, la pratique de beaucoup d’artistes, comme Alonso Berruguete ou Alonzo Cano, qui ont cultivé l’un ou l’autre art ou la coopération entre les ateliers de peintres et des sculpteurs unis dans leurs projets. Finalement, la possibilité de comparer les différences et les affinités entre l’un et l’autre langage permettra au visiteur une compréhension plus exhaustive de la culture artistique espagnole.

#### Collection de peintures

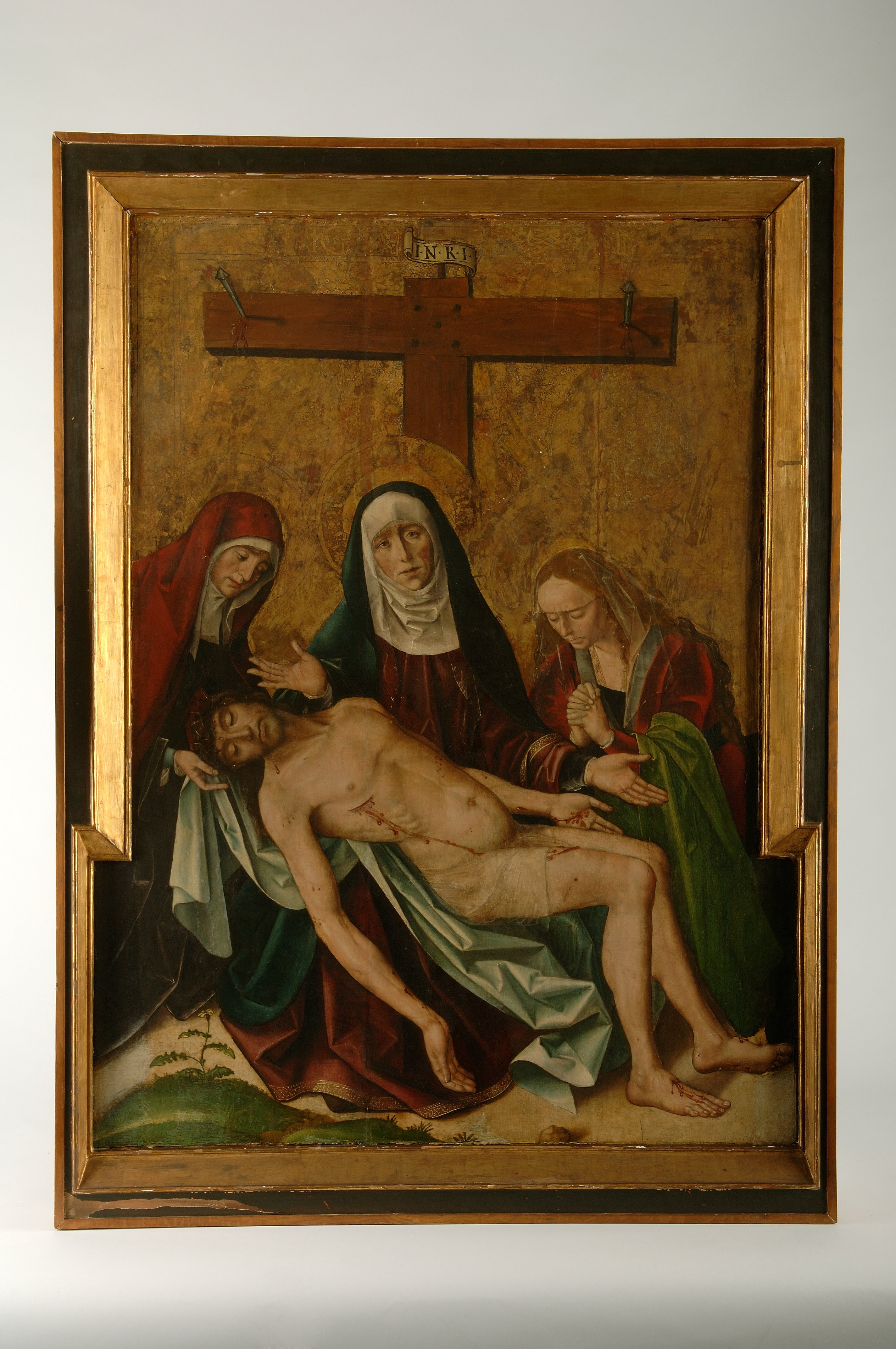
Pietá par Pedro Berruguete, 1480
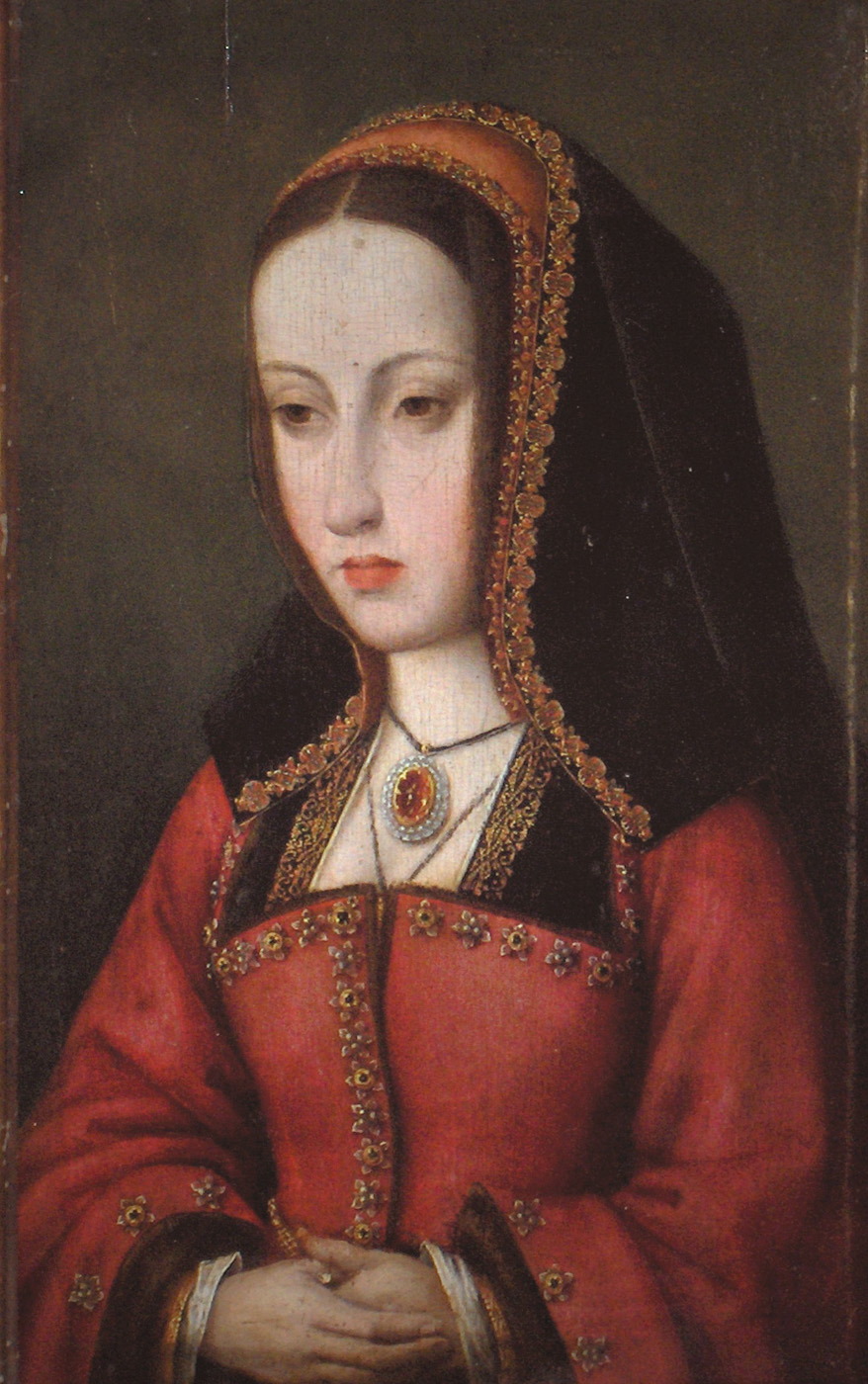
Jeanne Ire de Castille, éventuellement par Jacob van Laethem (en), sur 1500
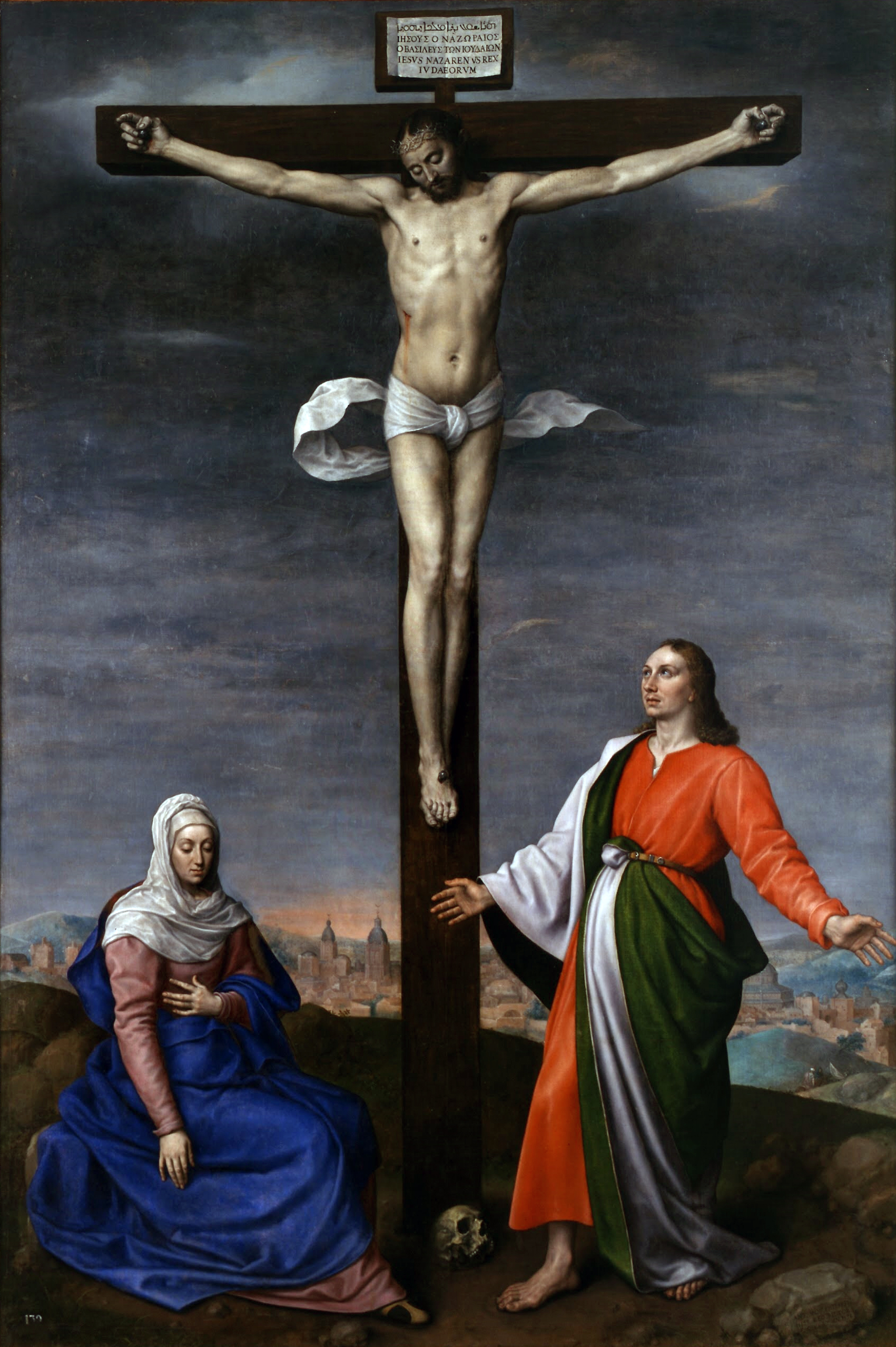
Calvaire par Antonio Moro, 1573
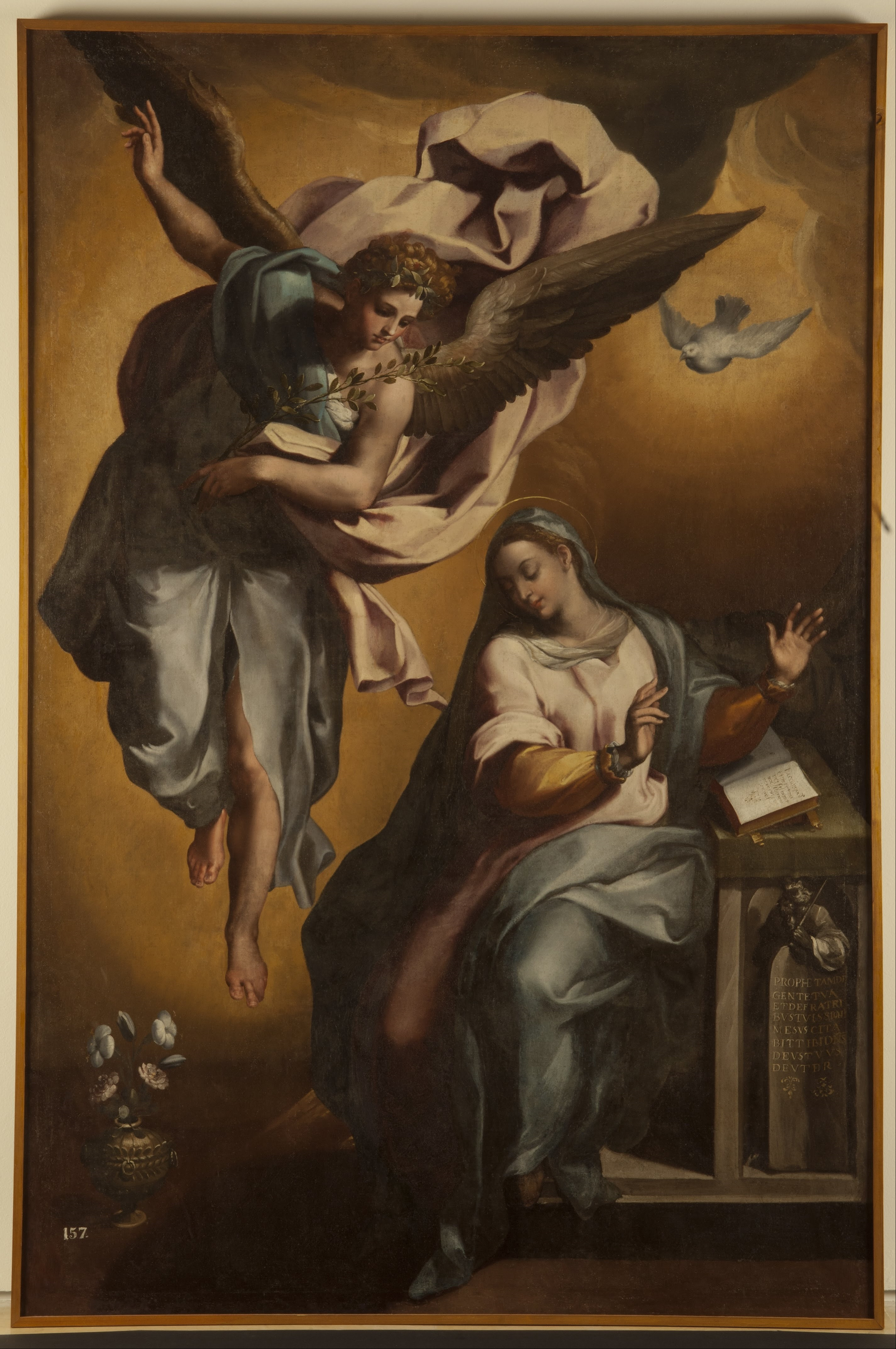
L'annonciation de Marie par Gregorio Martínez, 1596
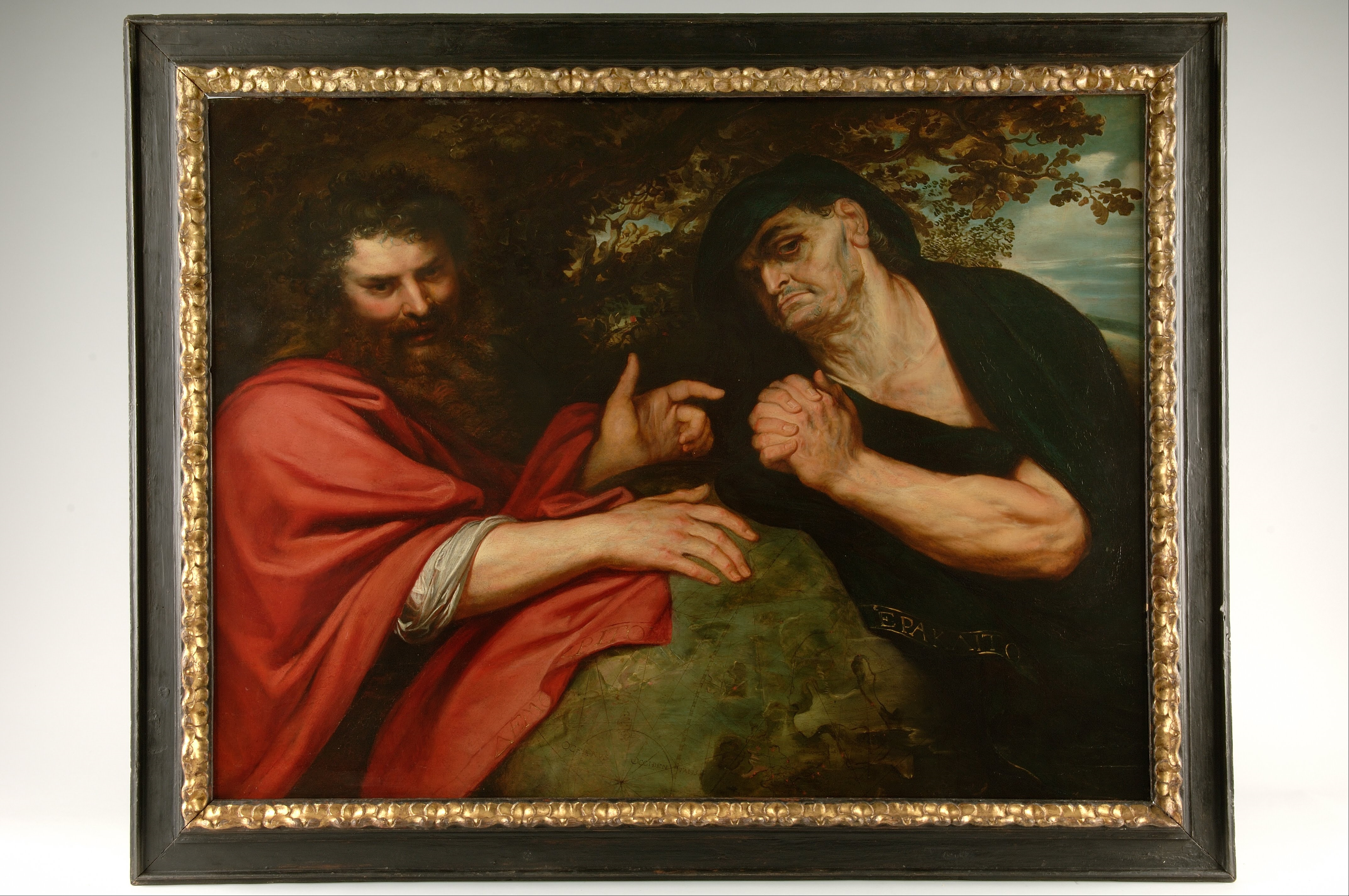
Démocrite et Héraclite par Rubens, 1603
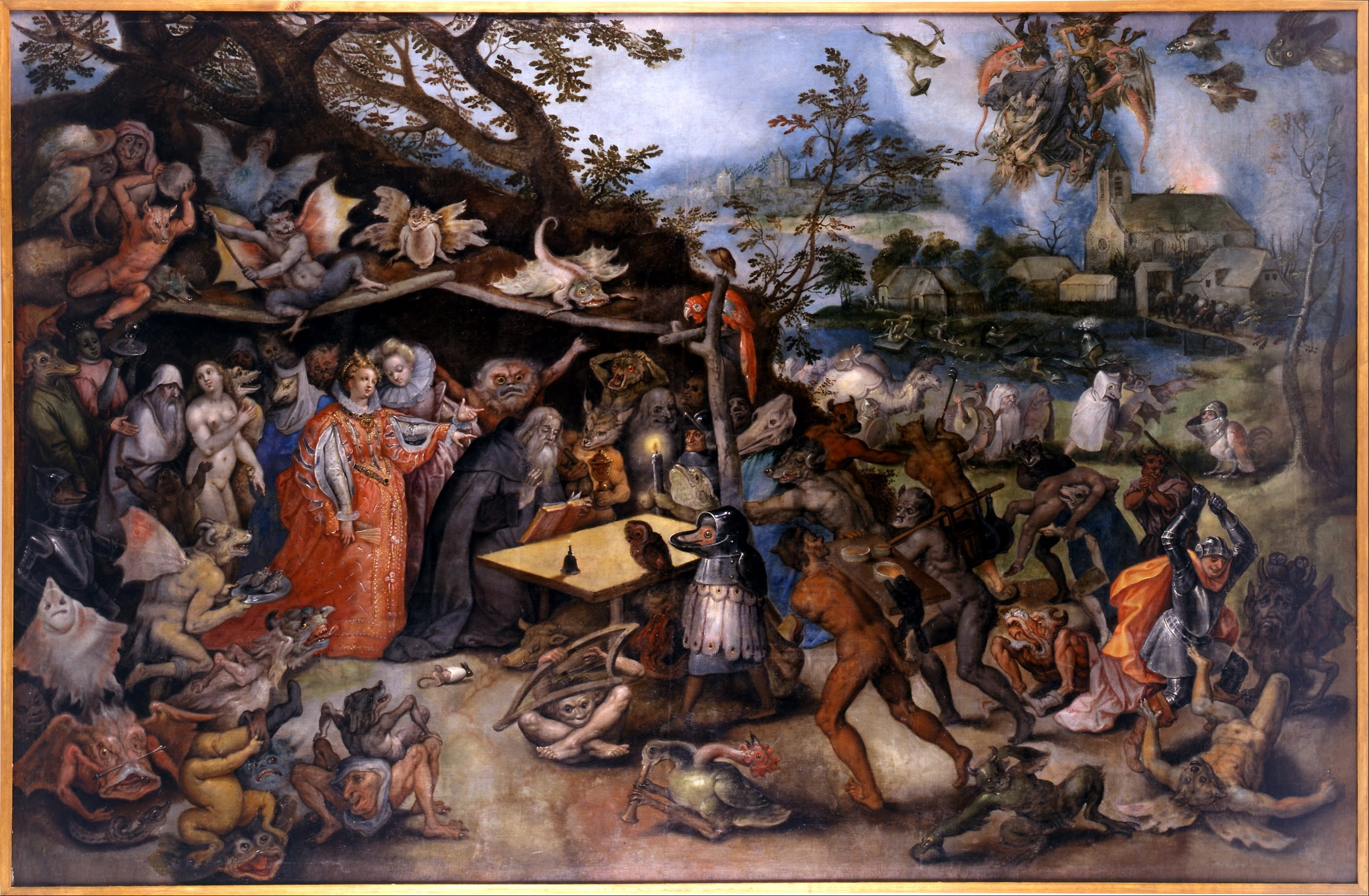
Tentations of San Antonio Abad par Jan Brueghel (Première moitié du XVIIe siècle)
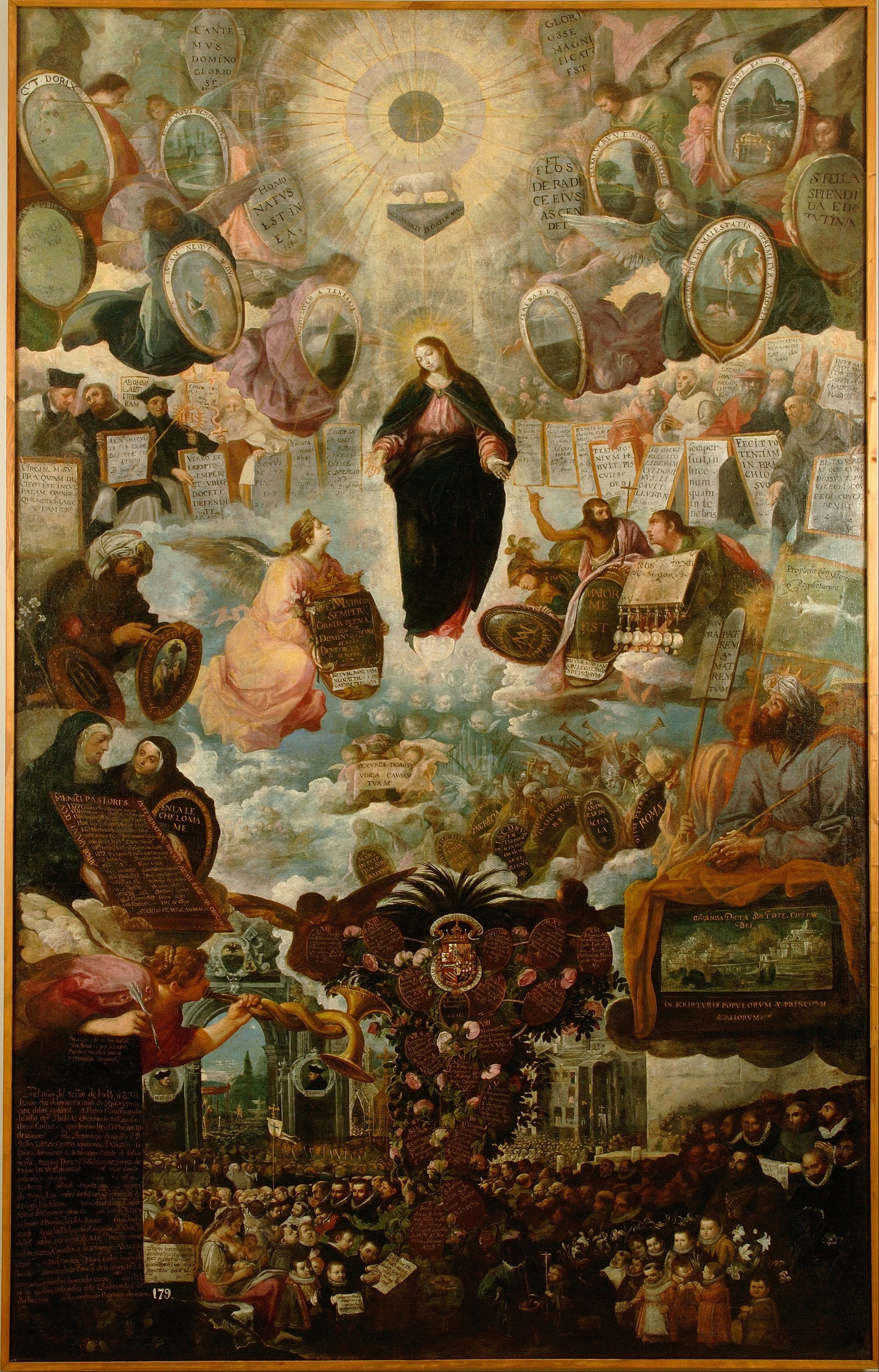
Il de la Vierge Immaculée par Juan de Roelas, 1616
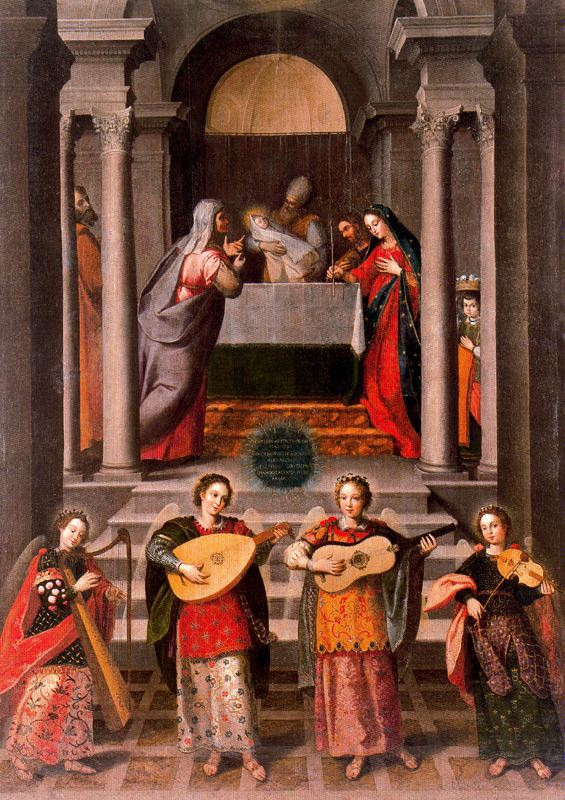
Présentation de l'enfant dans le temple par Diego Valentín Díaz (es), 1650
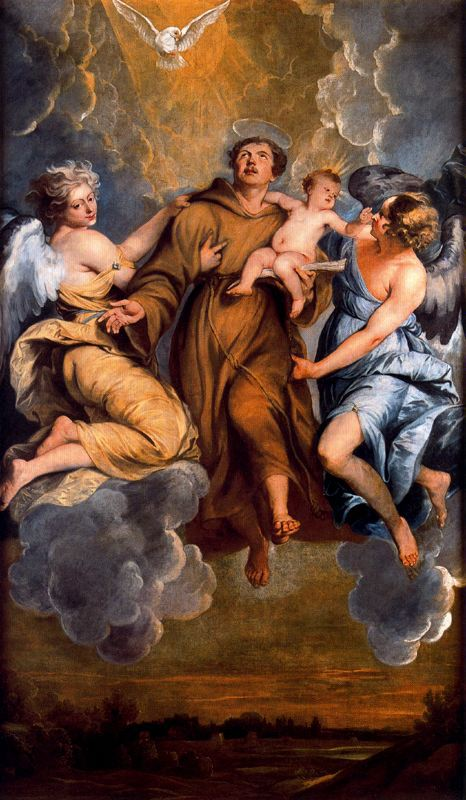
Saint Antoine de Padoue par Thomas Willeboirts Bosschaert, sur 1650
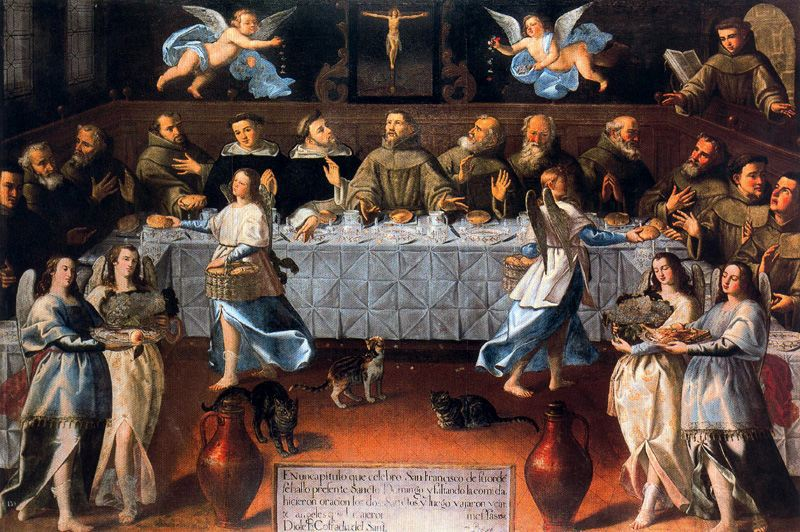
Saint Francisco et Saint Domingue dans le réfectoire par Felipe Gil de Mena (es) (Deuxième moitié du XVIIe siècle)
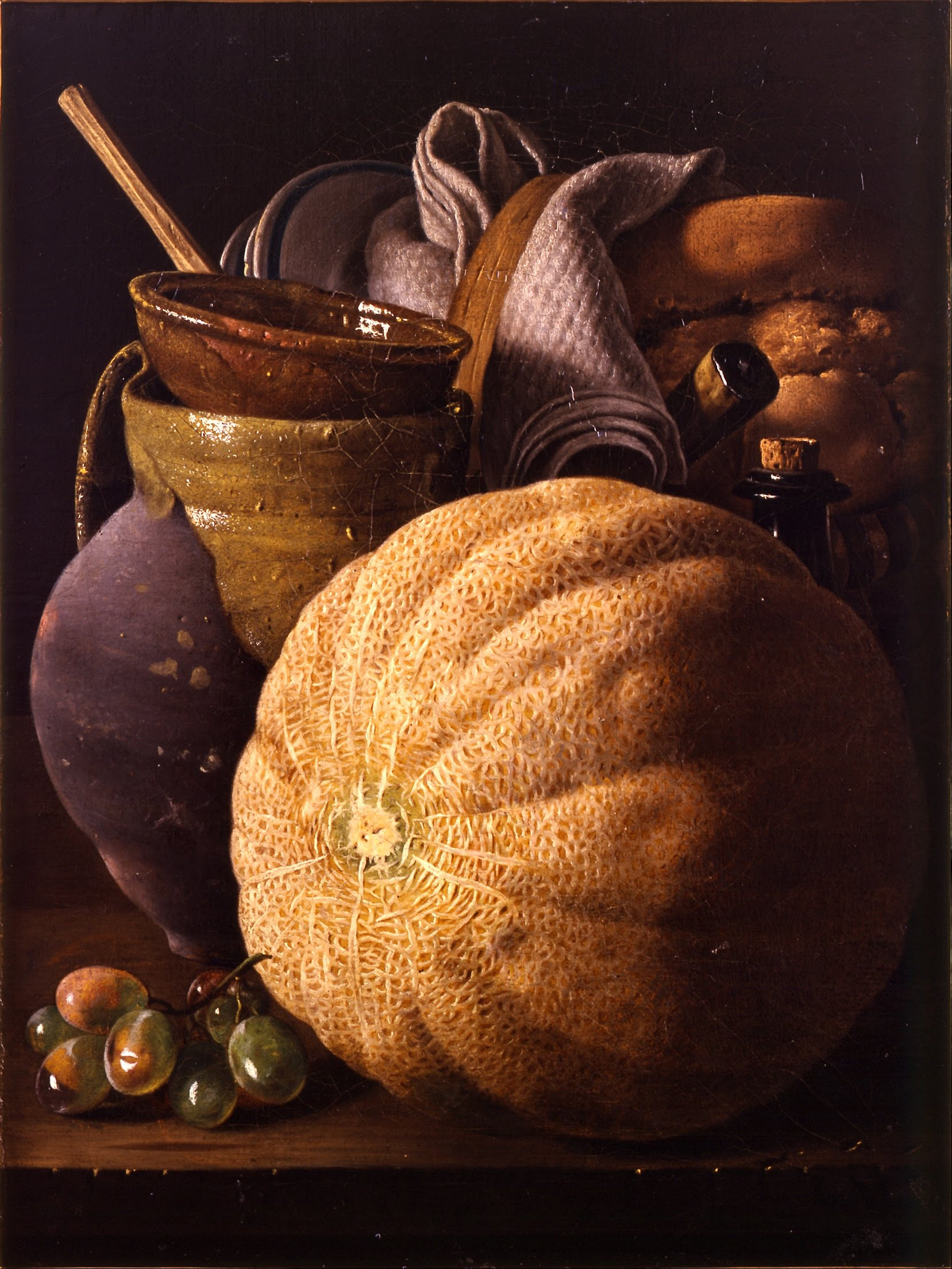
Bodegón de fruits et ustensiles de cuisine par Luis Egidio Meléndez, 1765

#### Sculpture

##### Sculptures médiévales

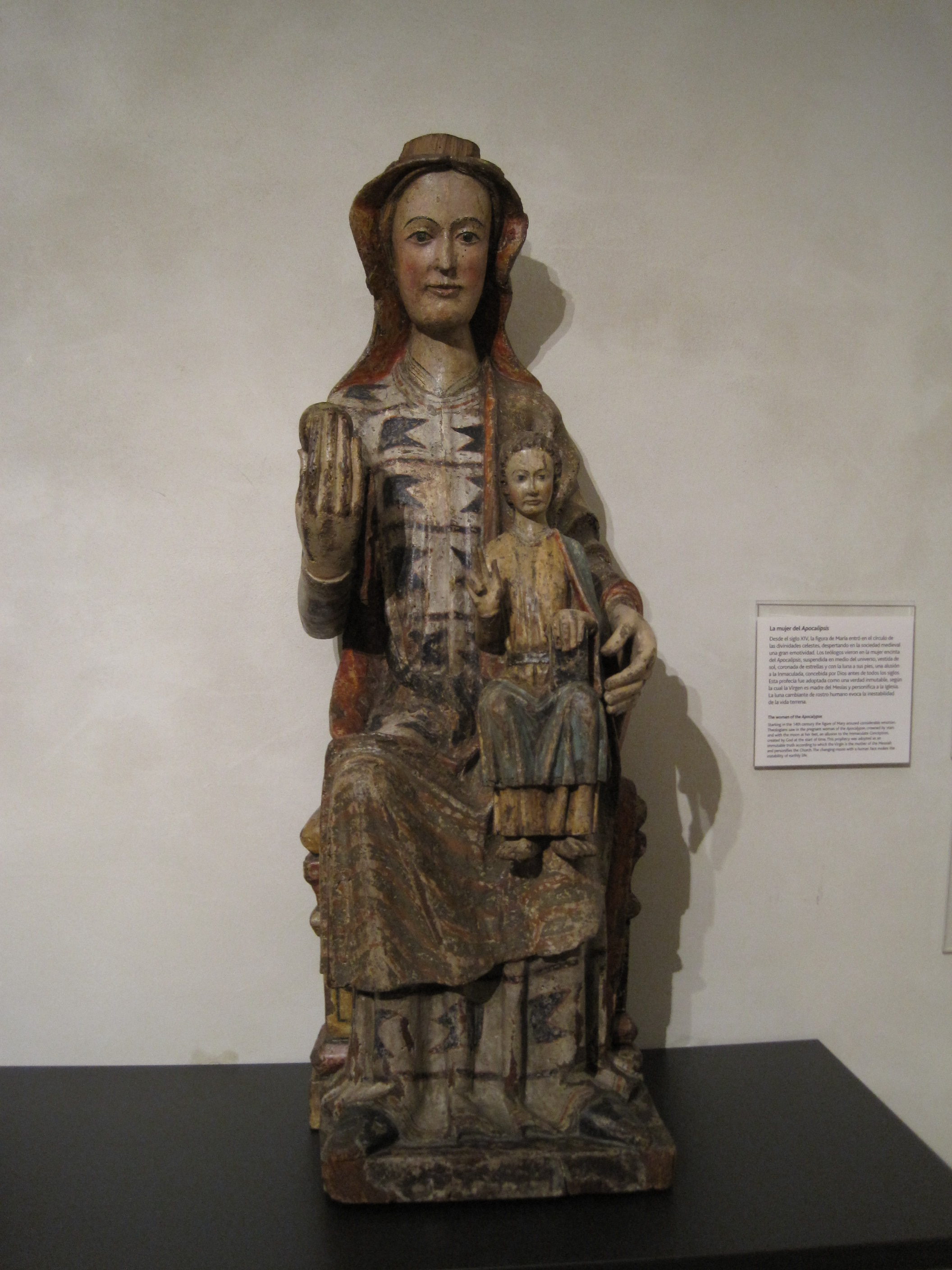
La Vierge à l'enfant, anonyme, castillan atelier, enfin du XIIIe siècle.

##### XVesiècle

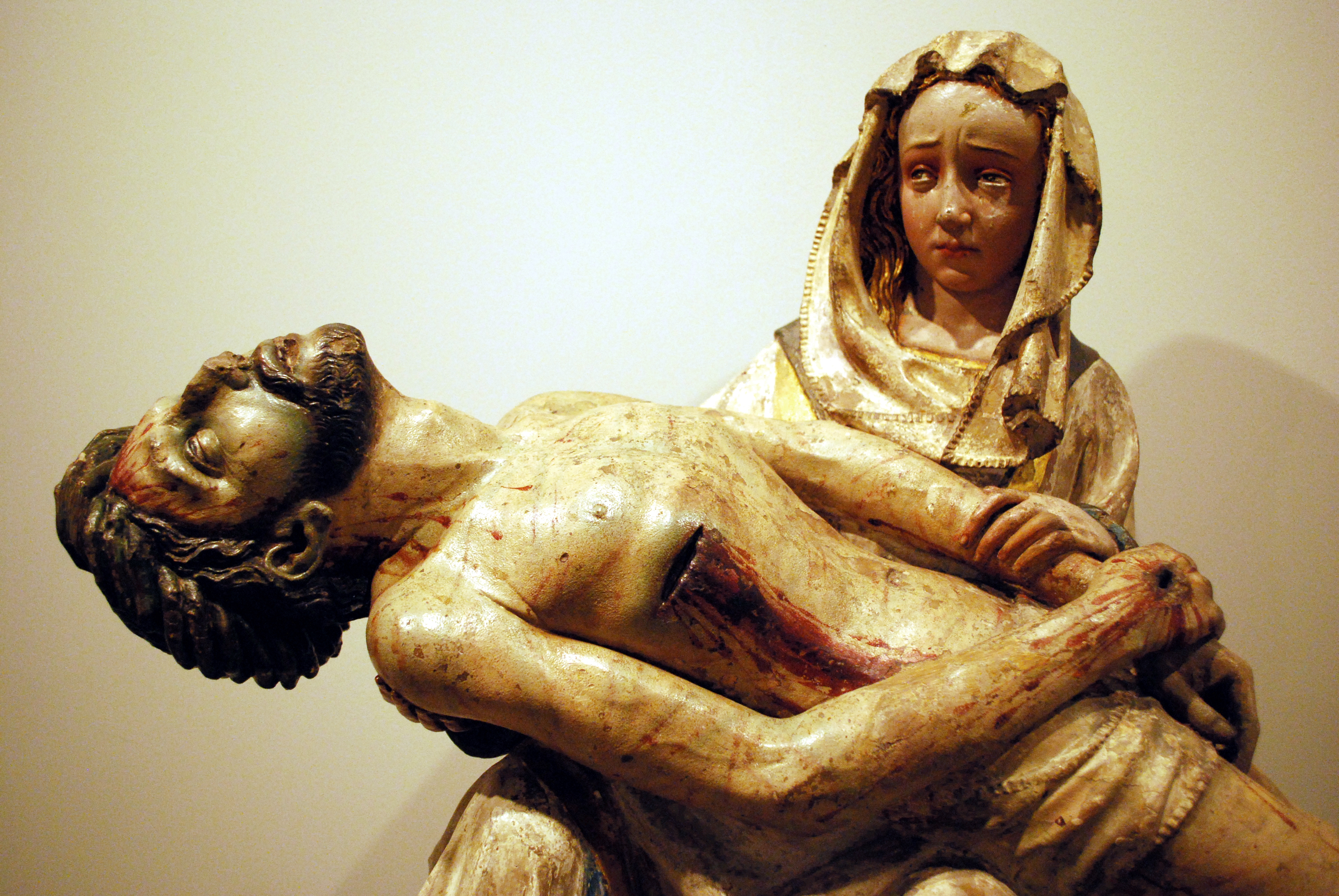
Pitié, anonyme (Fabriqué en Allemagne), 1406-1415.
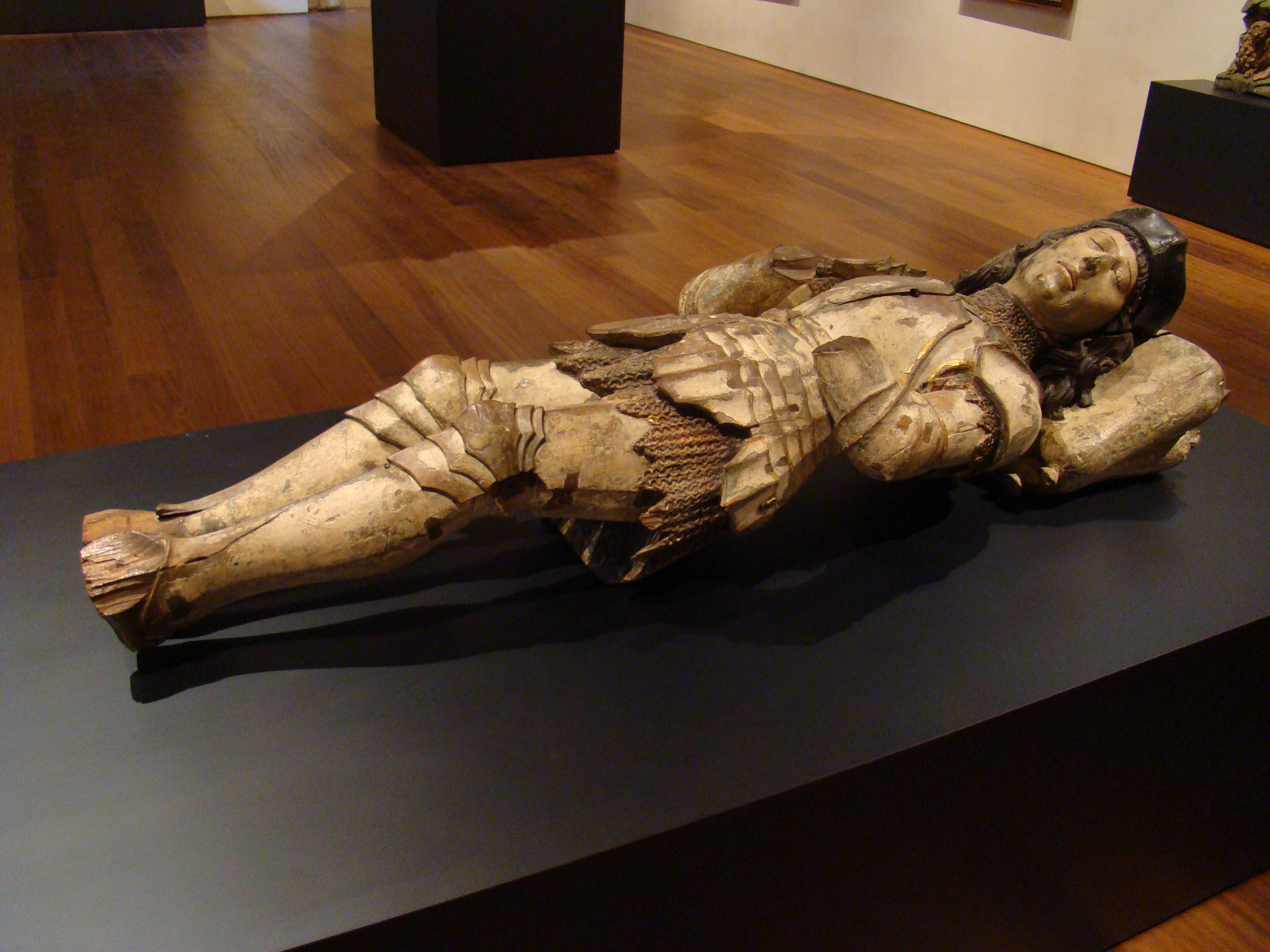
Portrait funéraire de Luis Pimentel et Pacheco, anonyme, atelier Lion, XVe siècle.
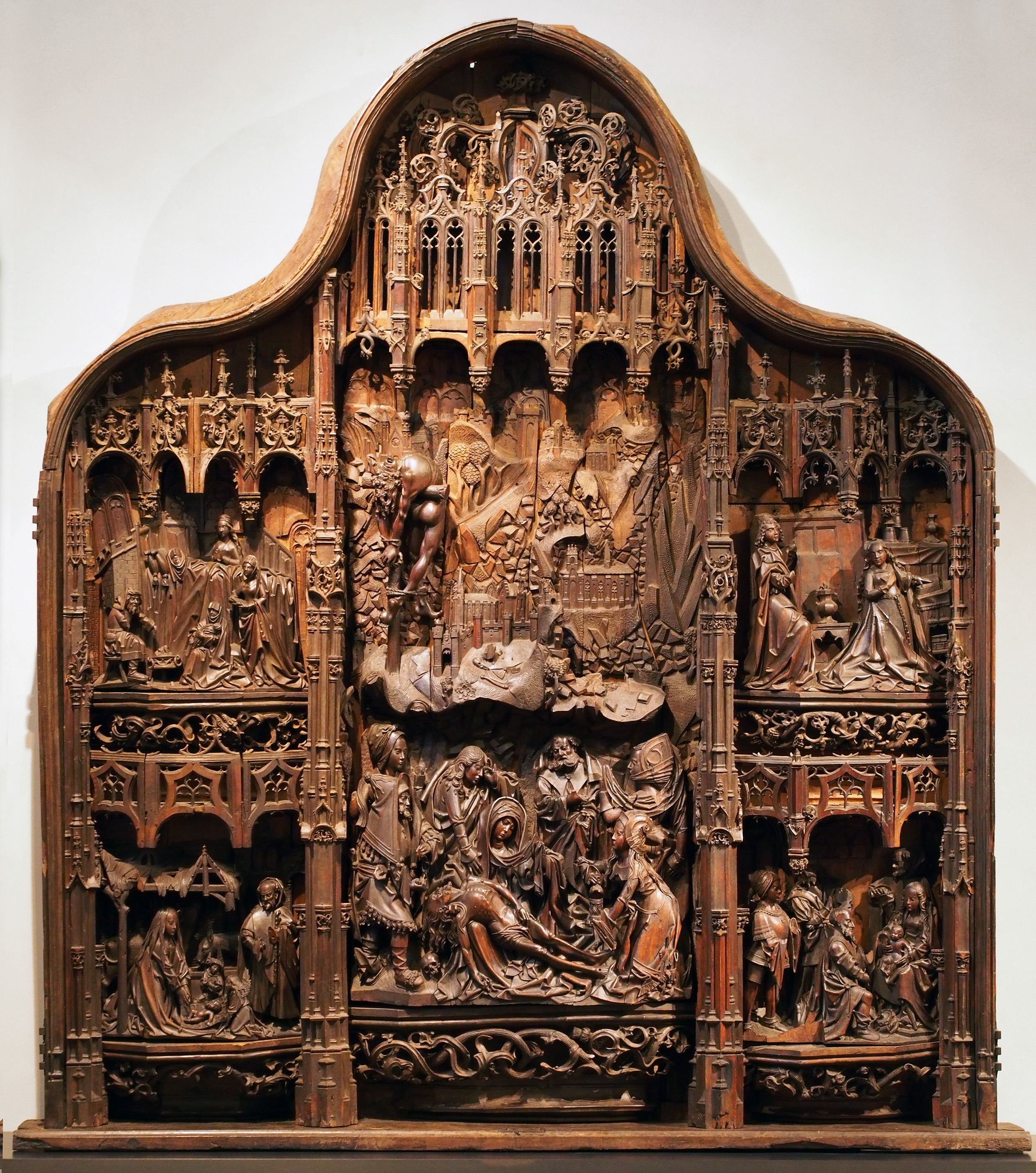
Retable de la Vierge de la vie, anonyme, Anvers atelier, plus de 1515.
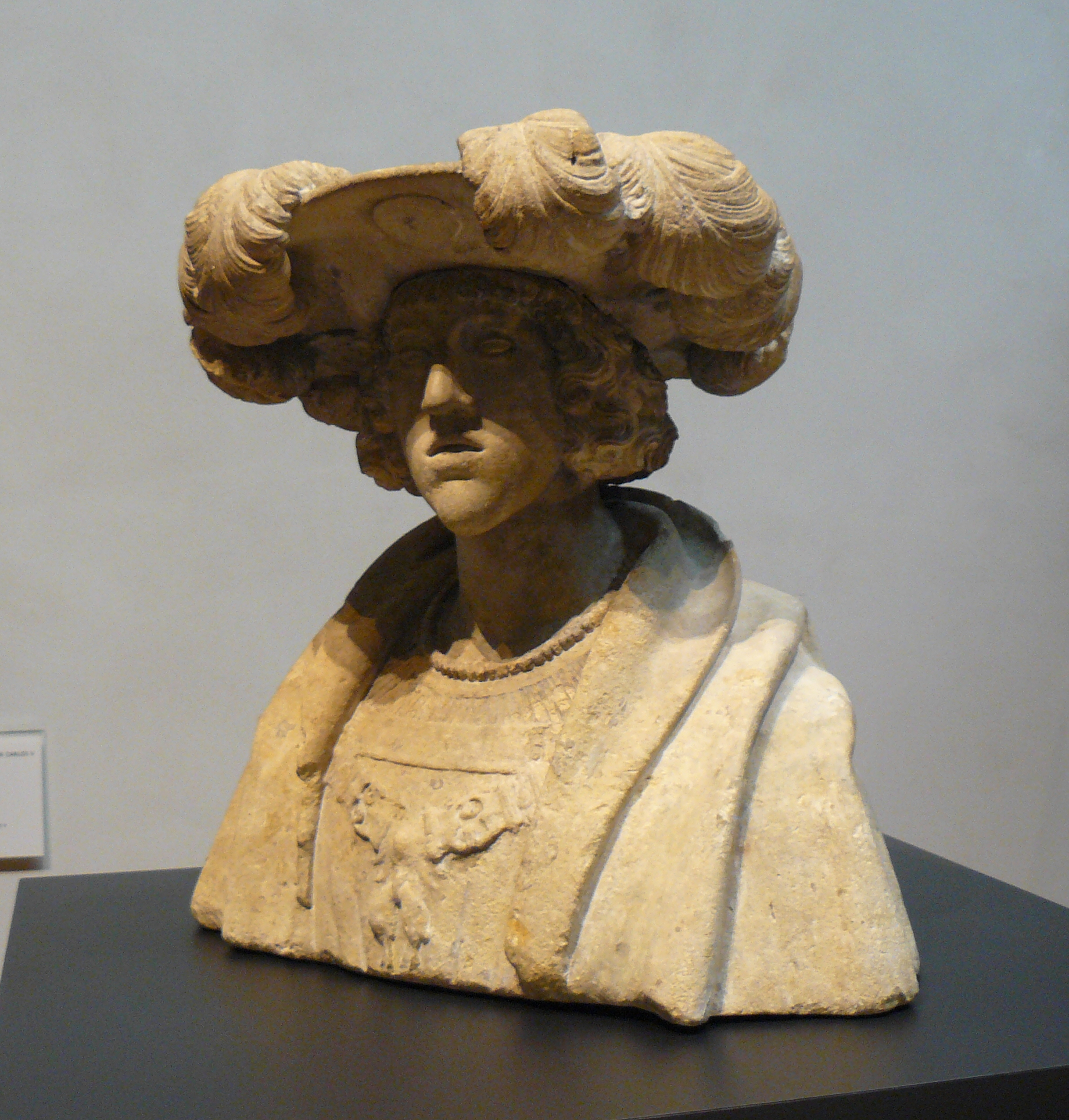
Buste d'empereur Charles, jeunes, anonyme flamand, atelier, plus de 1520
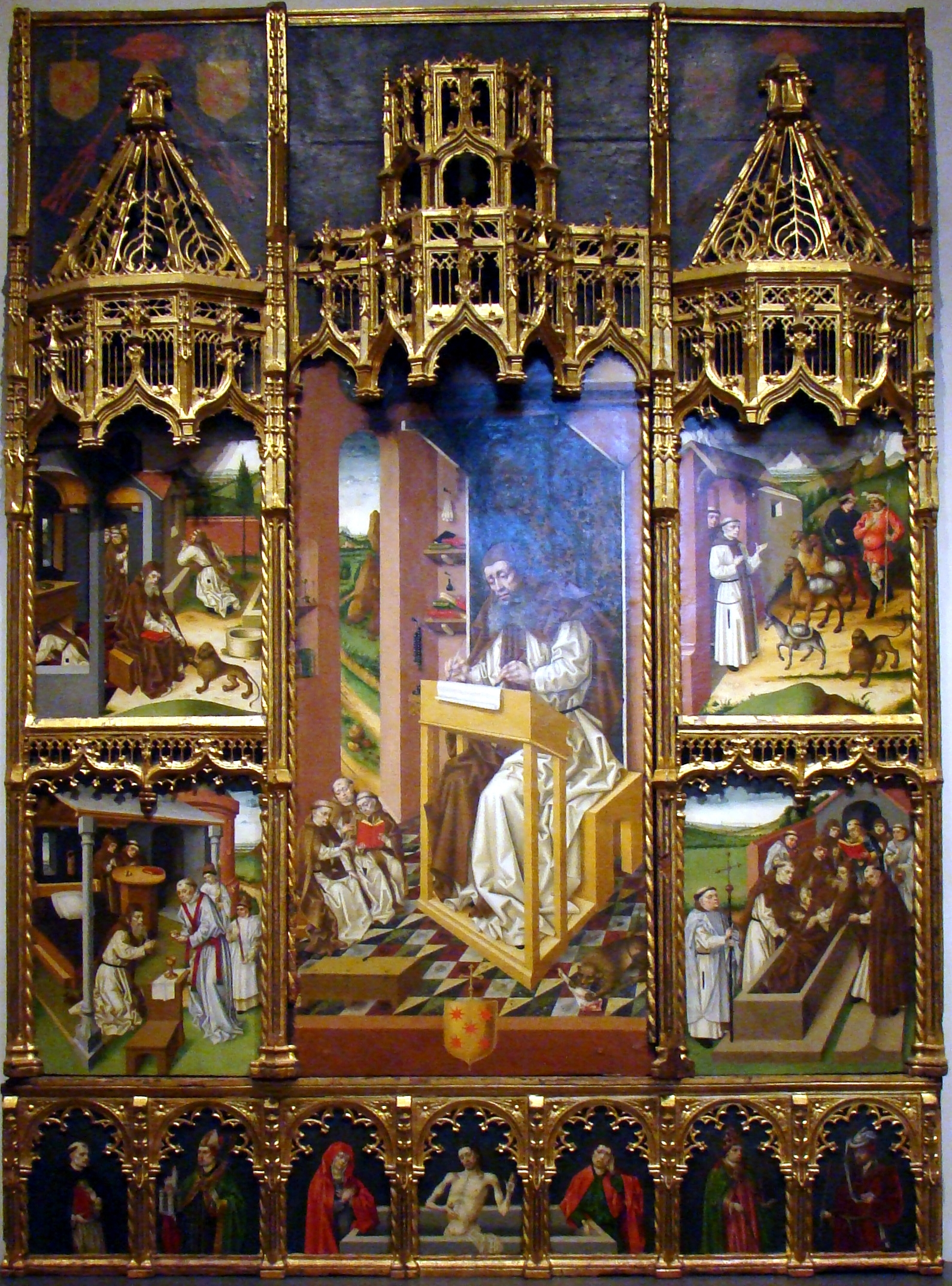
Retable de Saint Jérôme  par Jorge Inglés.

##### Renaissance

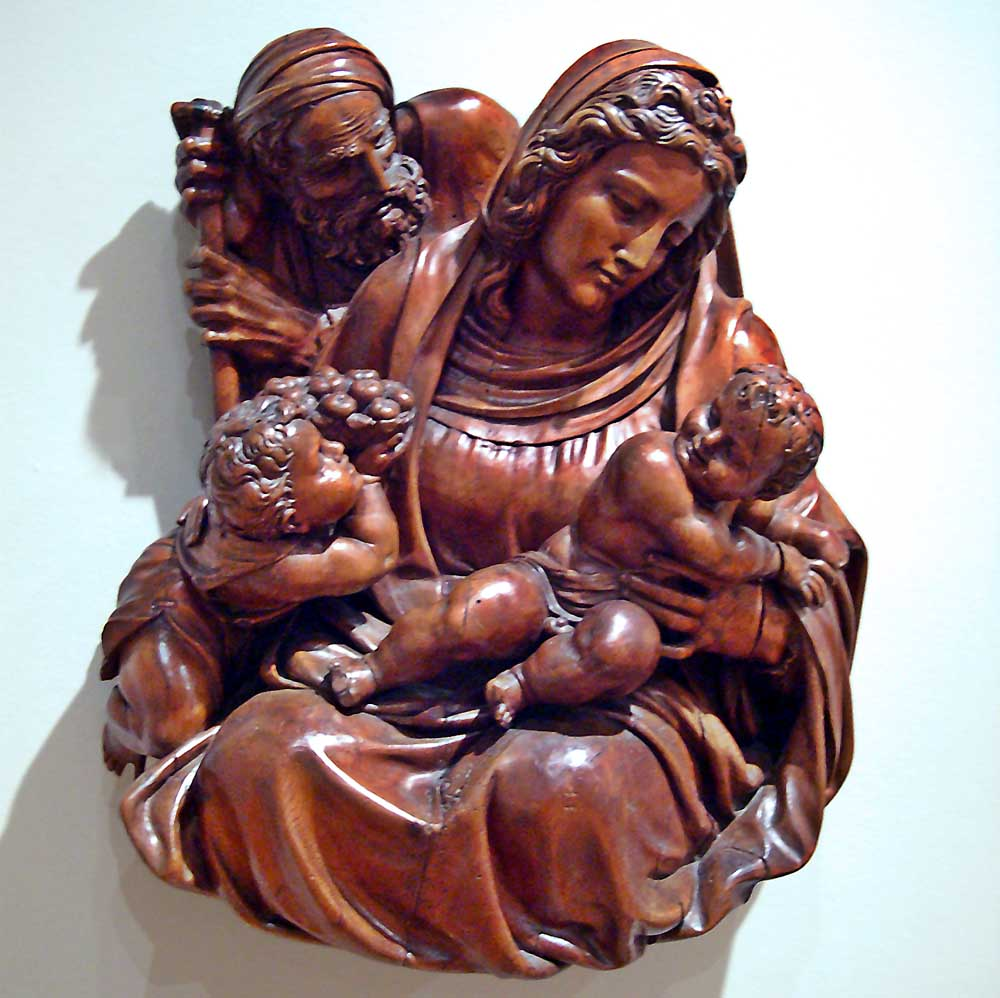
Vierge à l'Enfant par Diego Siloe
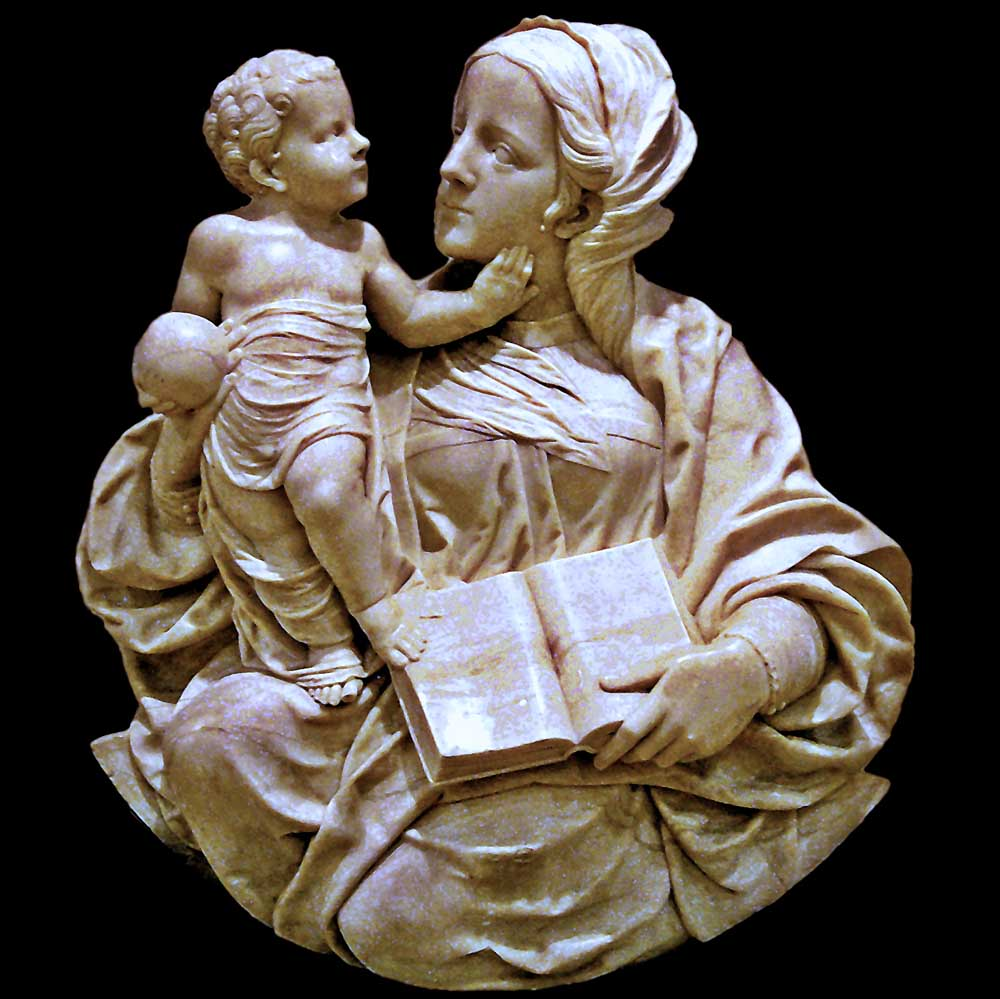
Vierge à l'enfant par Felipe Bigarny
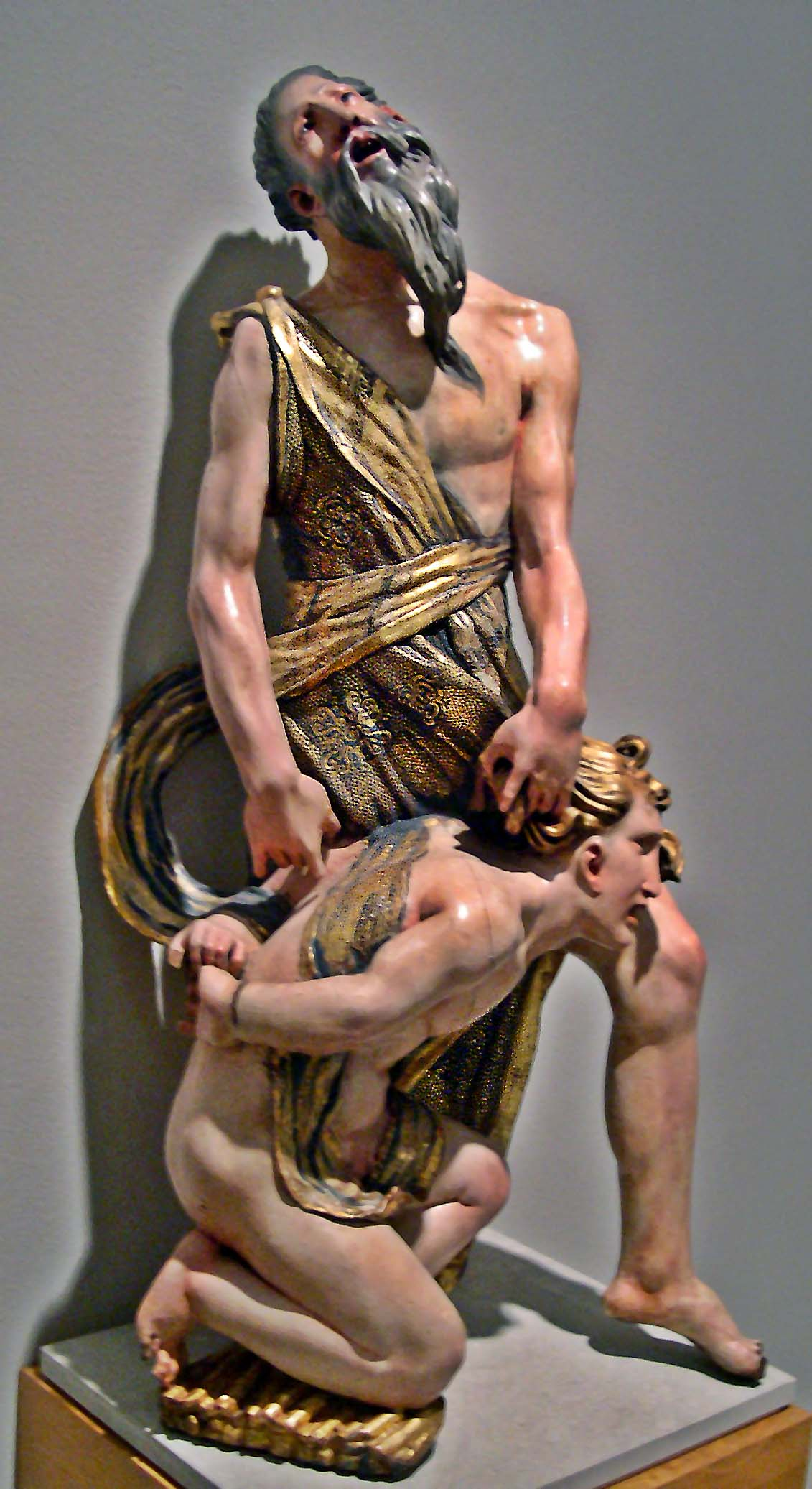
Ligature d'Isaac par Alonso Berruguete
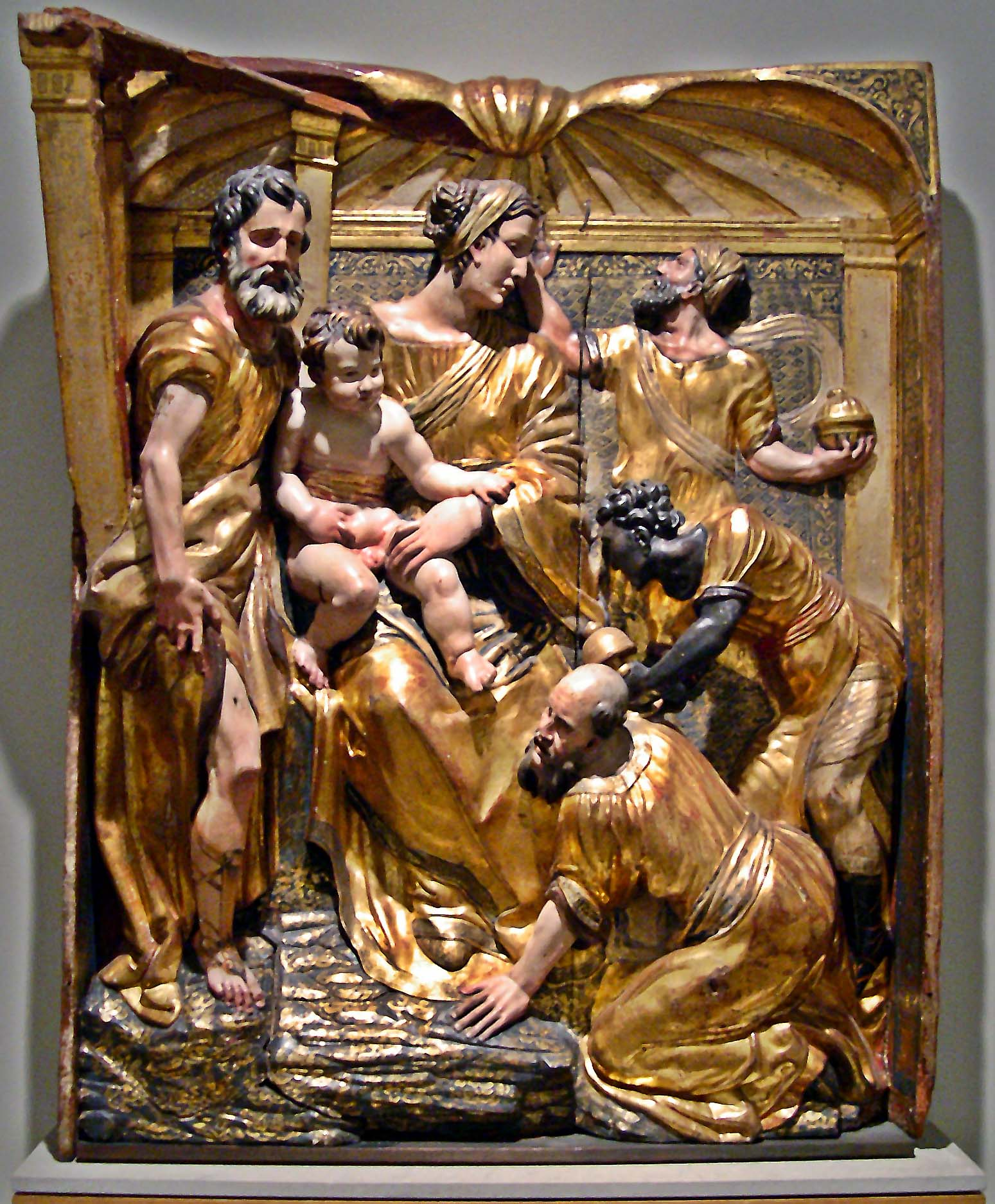
L'adoration du Wizars par Alonso Berruguete
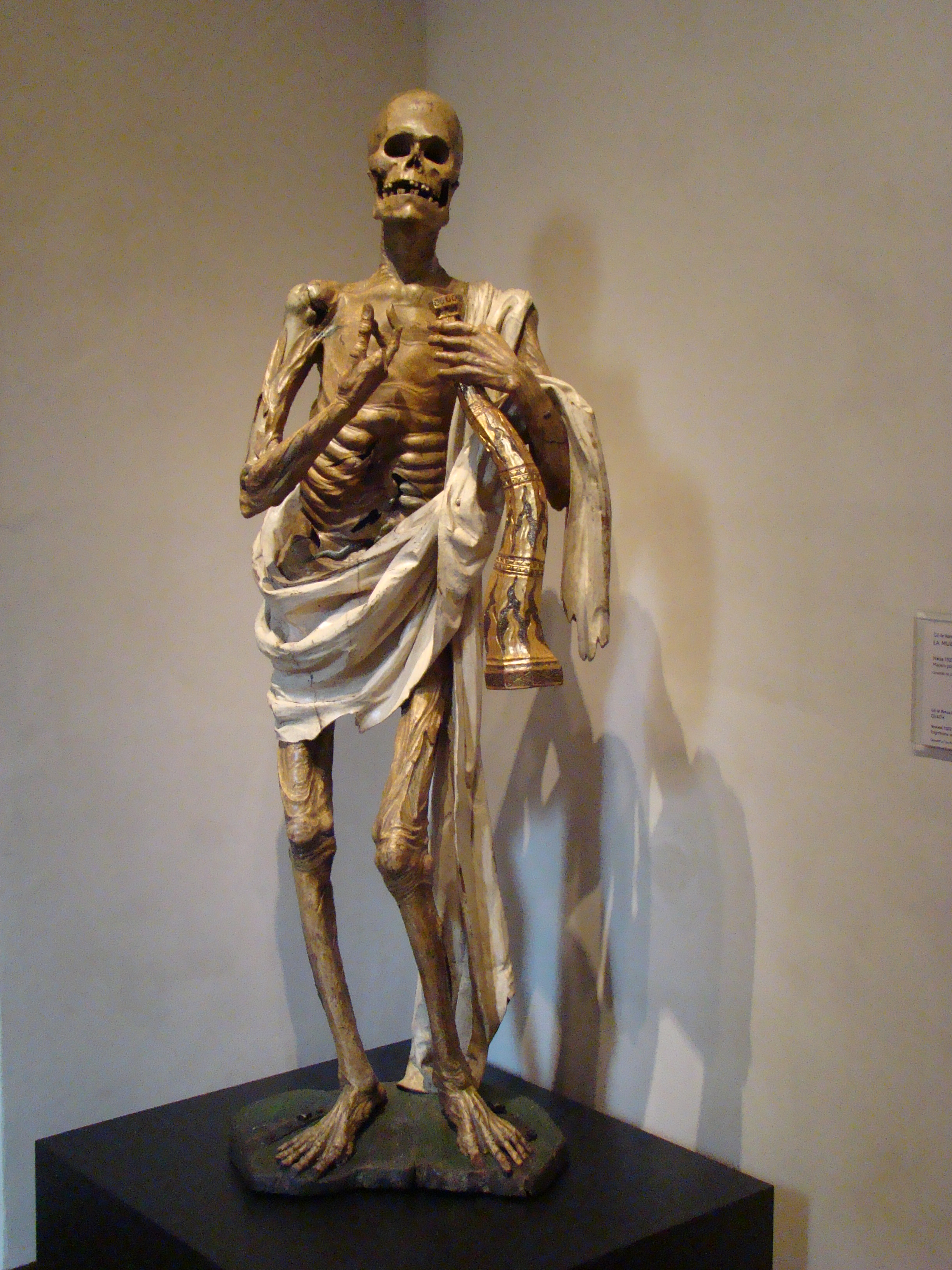
La mort par Gil de Ronza, 1523.
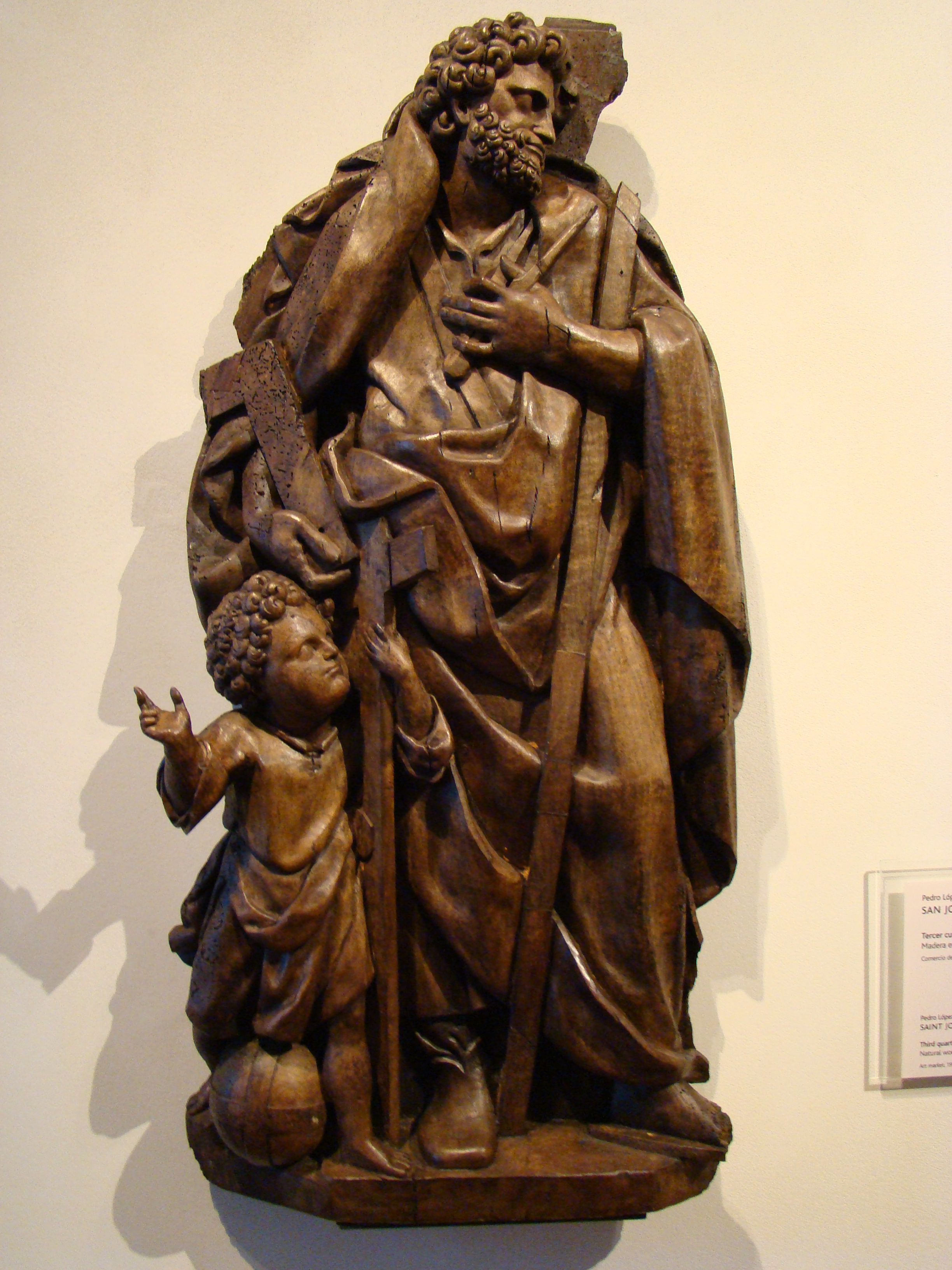
San José avec l'enfant par Pedro López de Gámiz (es) (fin du XVIe siècle)
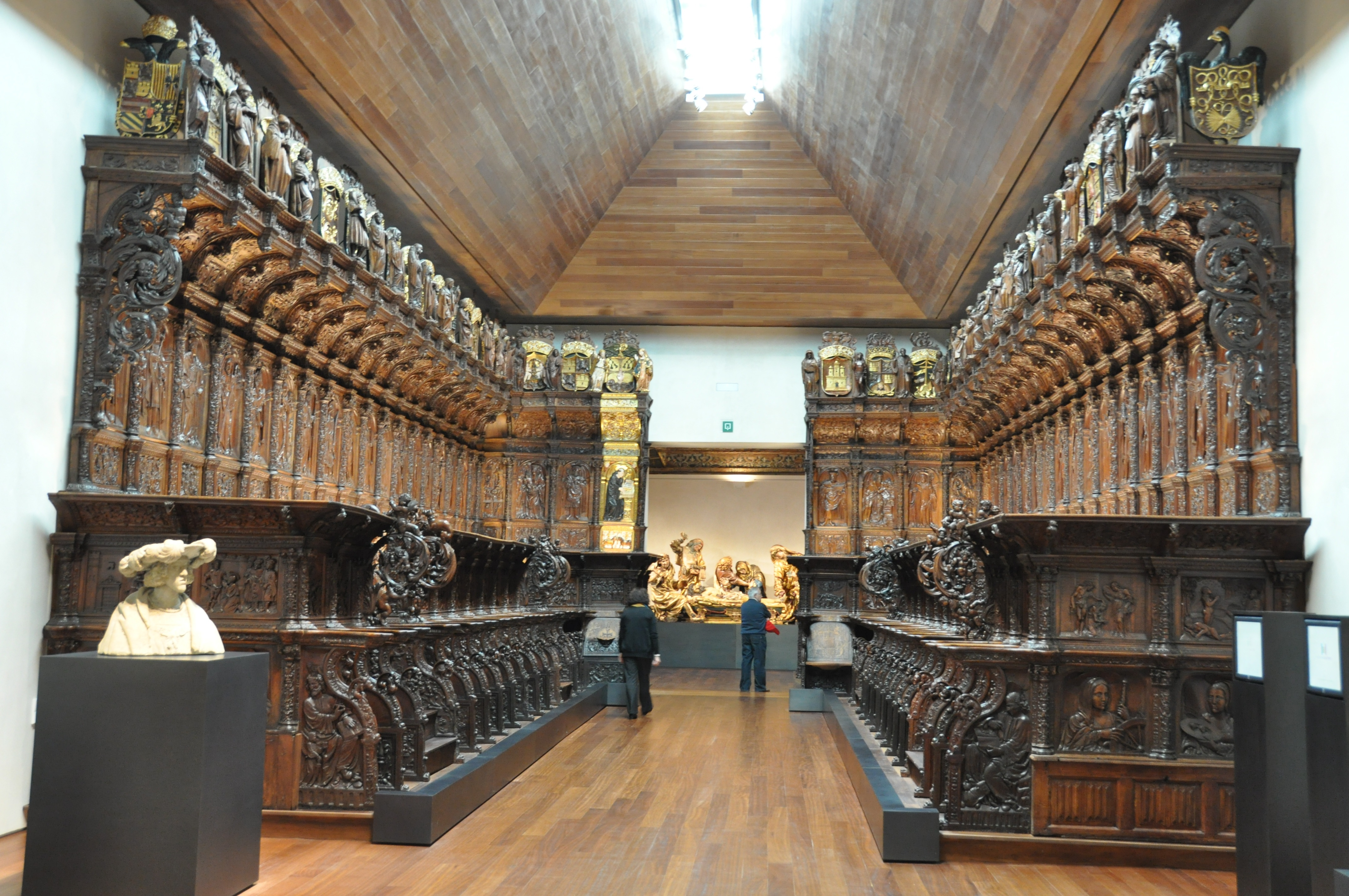
Anciennes stalles en vertu de l'église de San Benito de Valladolid

Jean de Joigny (Juan de Juni)

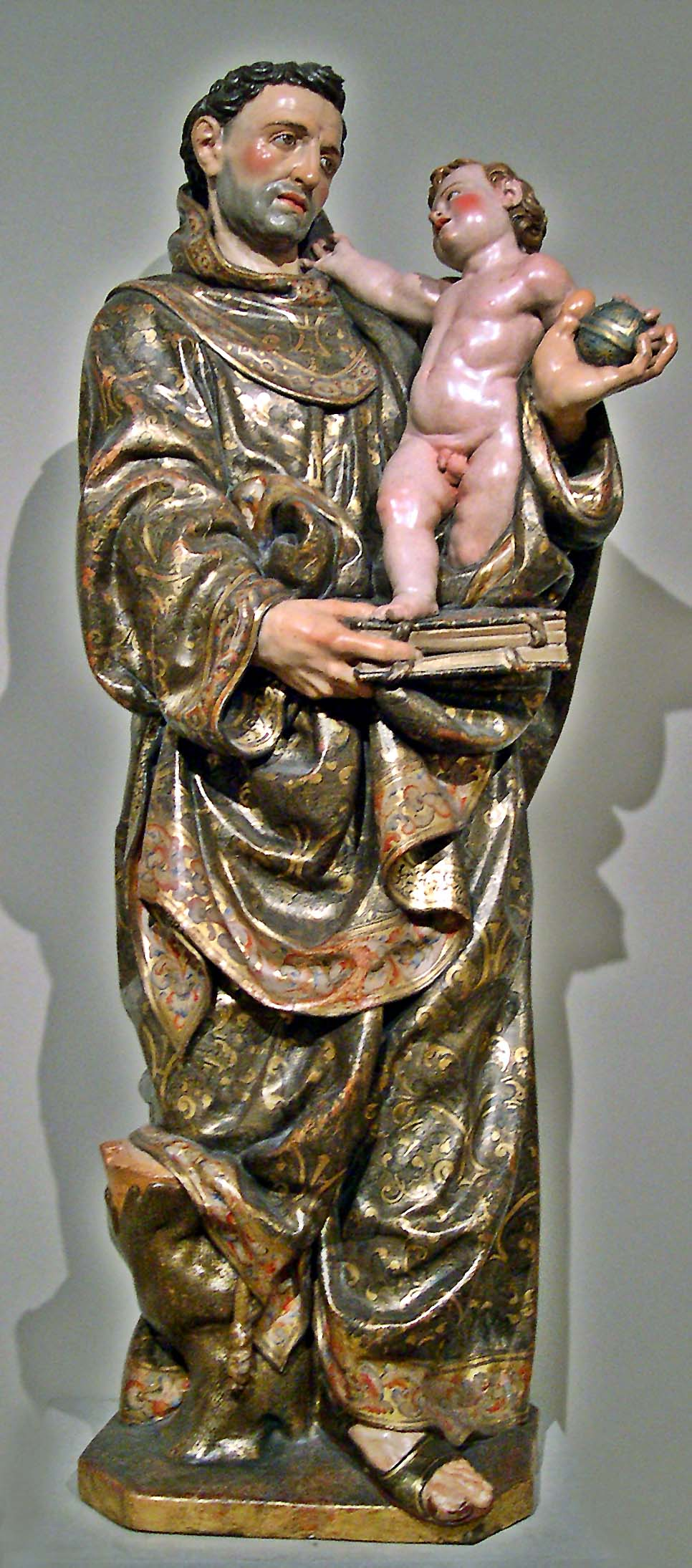
Saint Antoine de Padoue par Jean de Joigny (Juan de Juni)
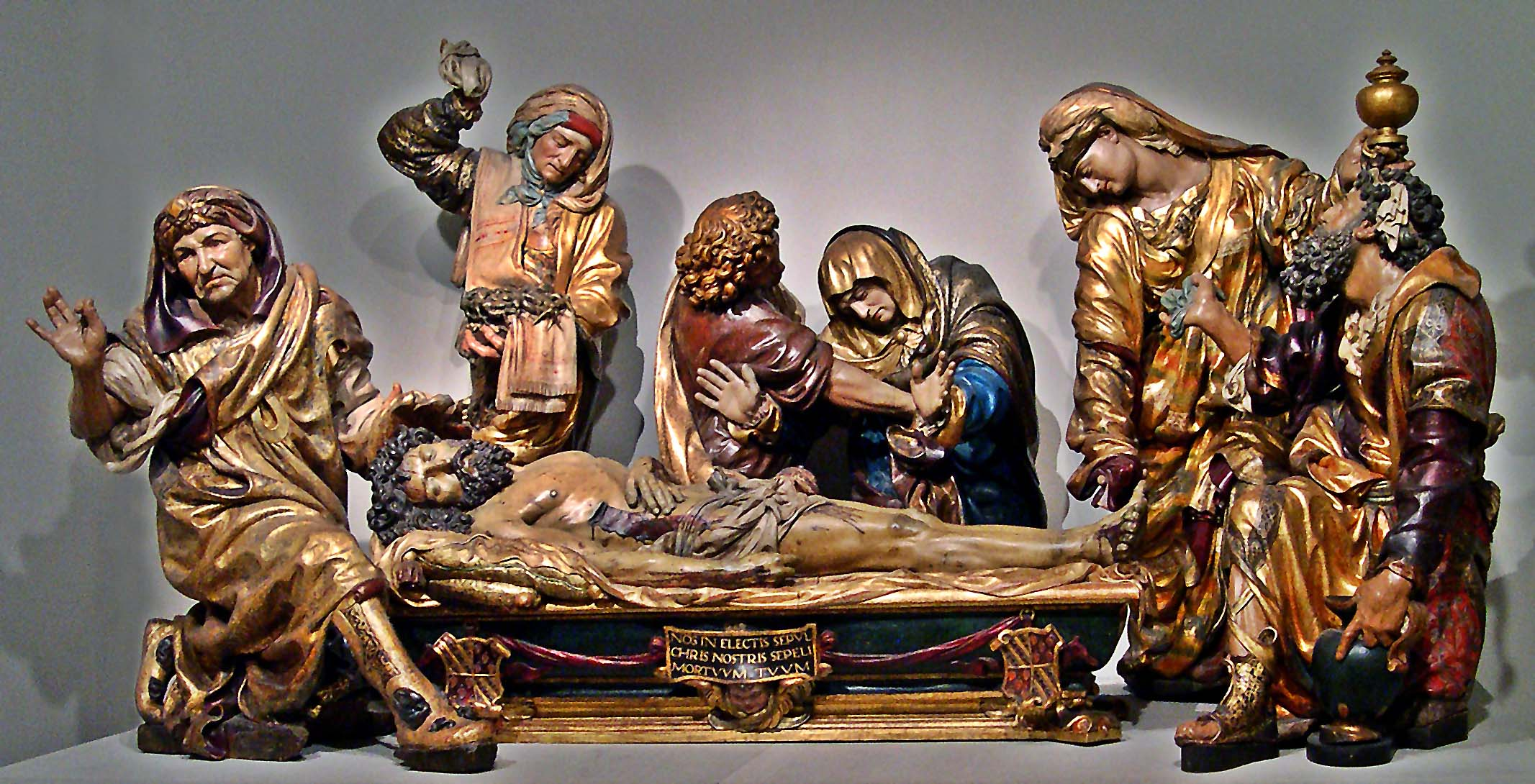
La Mise au tombeau par Jean de Joigny (Juan de Juni)
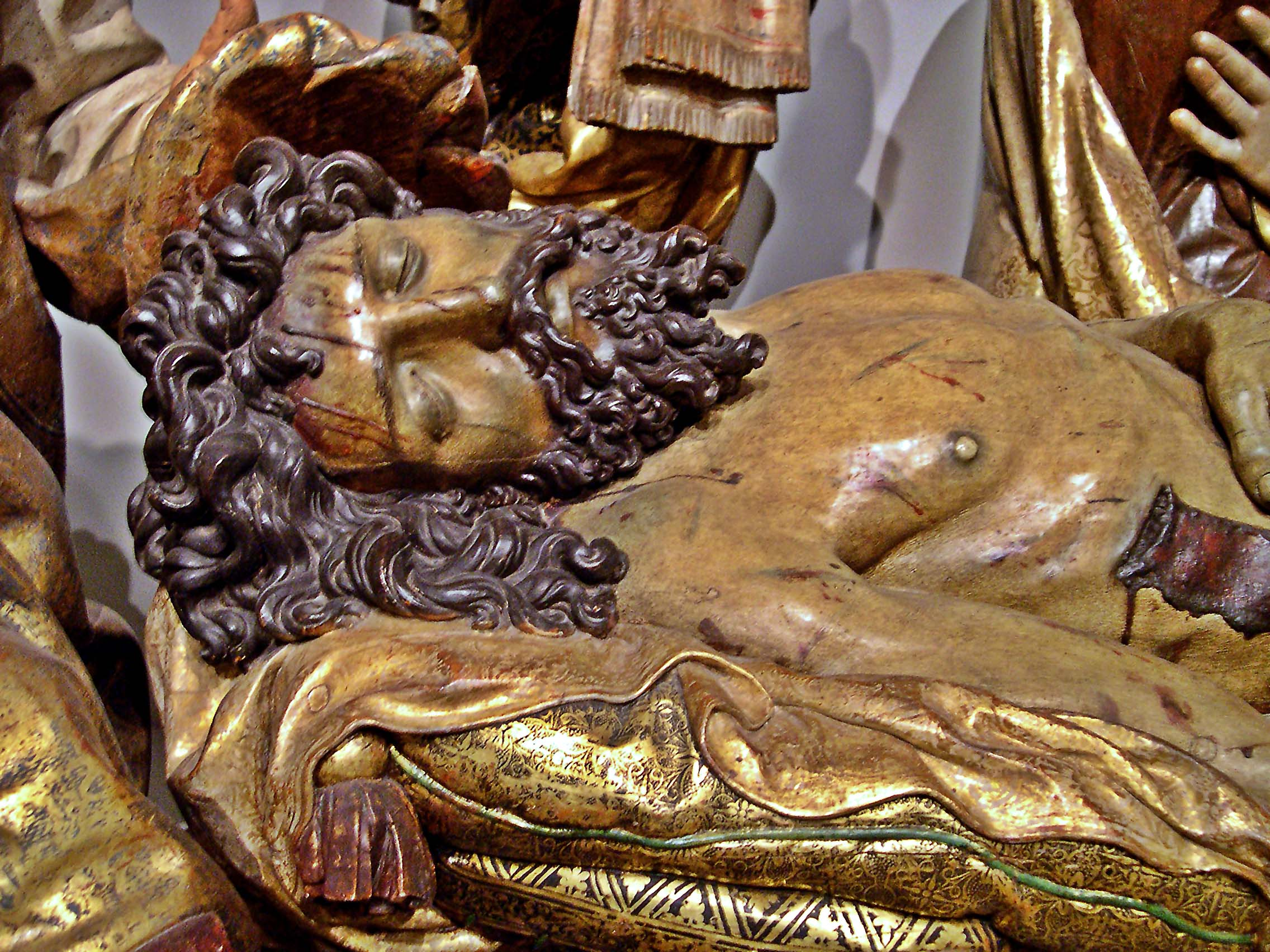
La Mise au tombeau (détail)
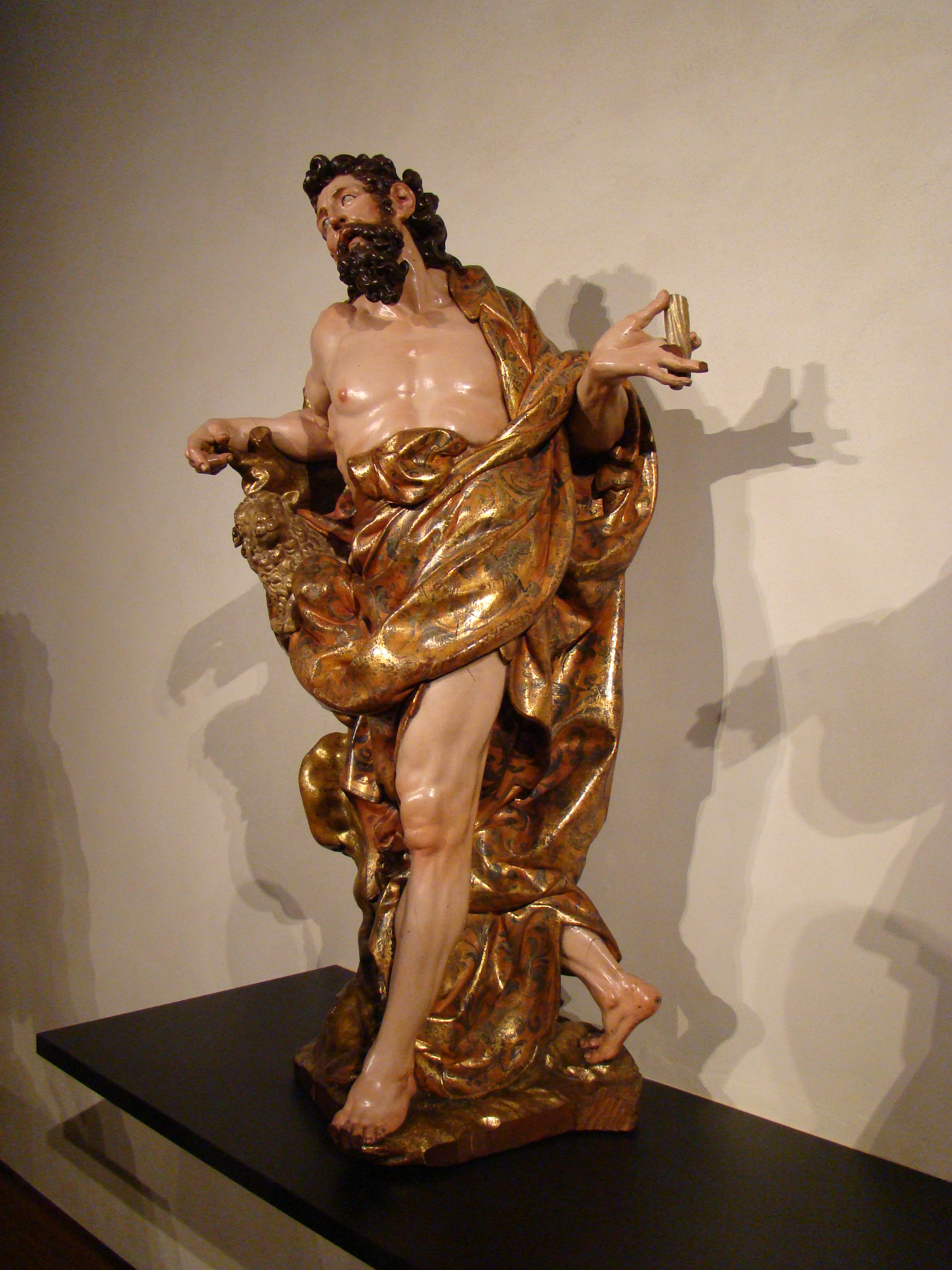
Saint Jean Baptiste par Jean de Joigny (Juan de Juni)

##### Baroque
Gregorio Fernández

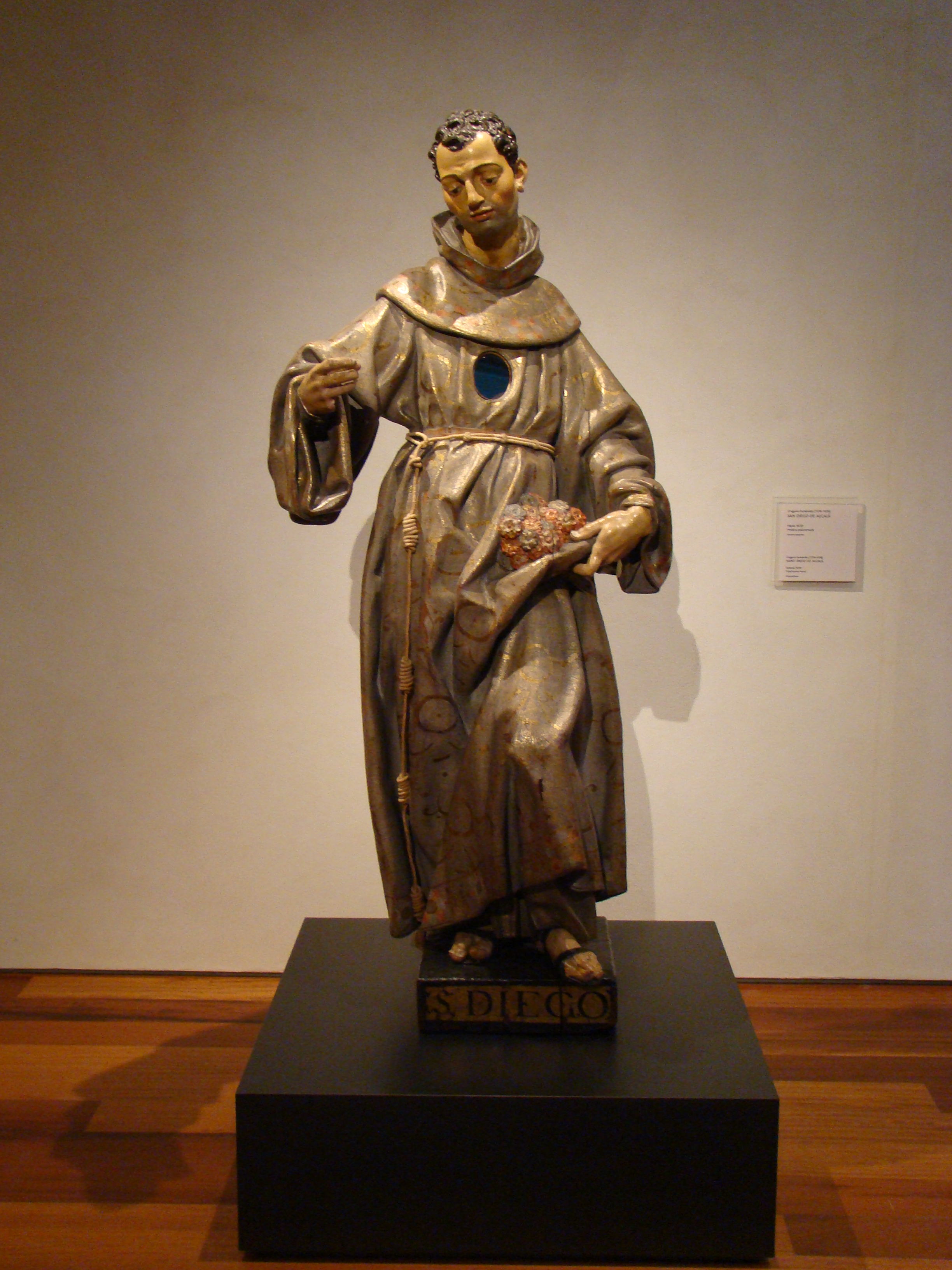
Gregorio Fernández : Saint Diego of Alcalá, 1605.
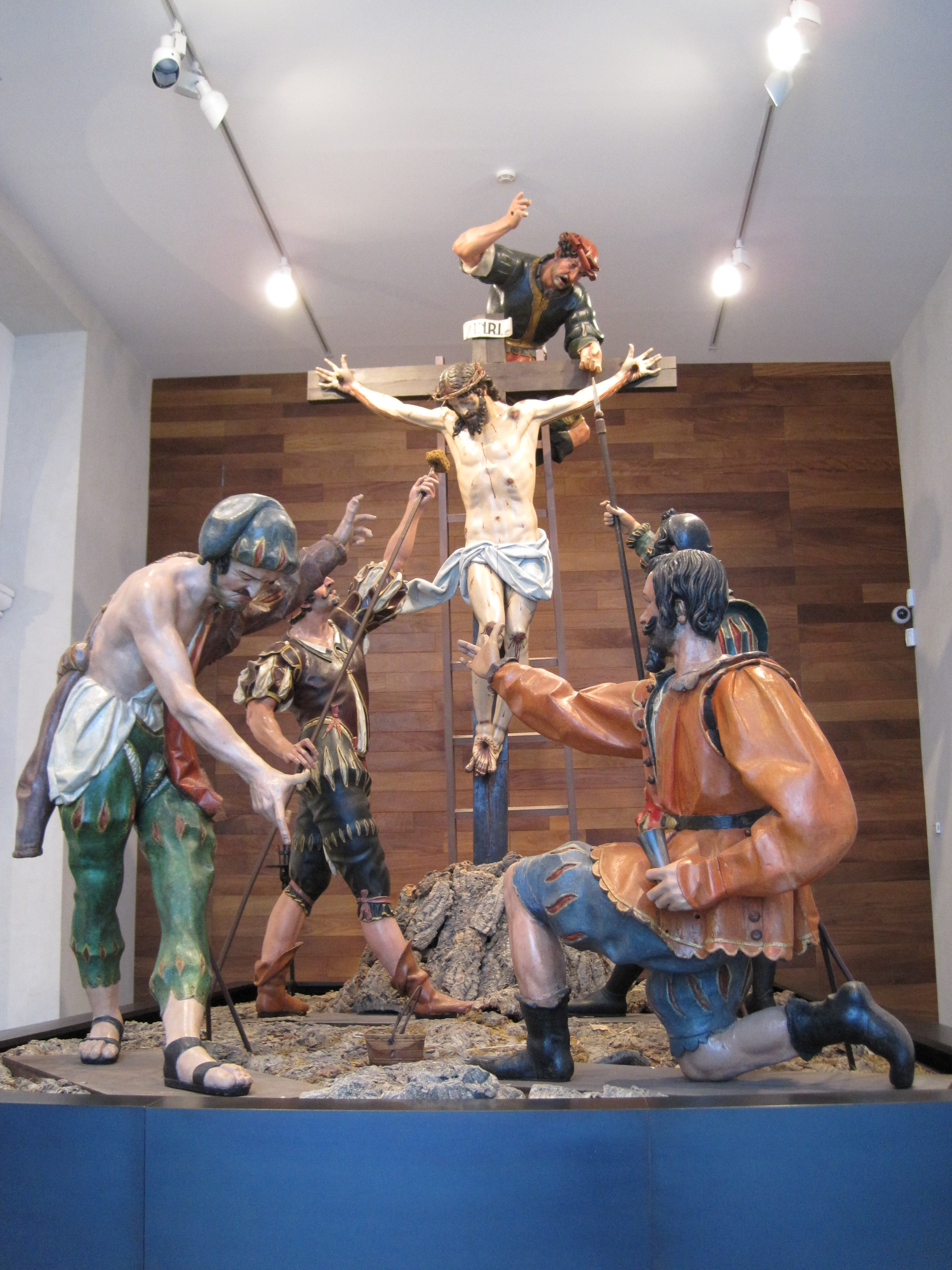
Gregorio Fernández : Soyez j'ai, 1612-1616.
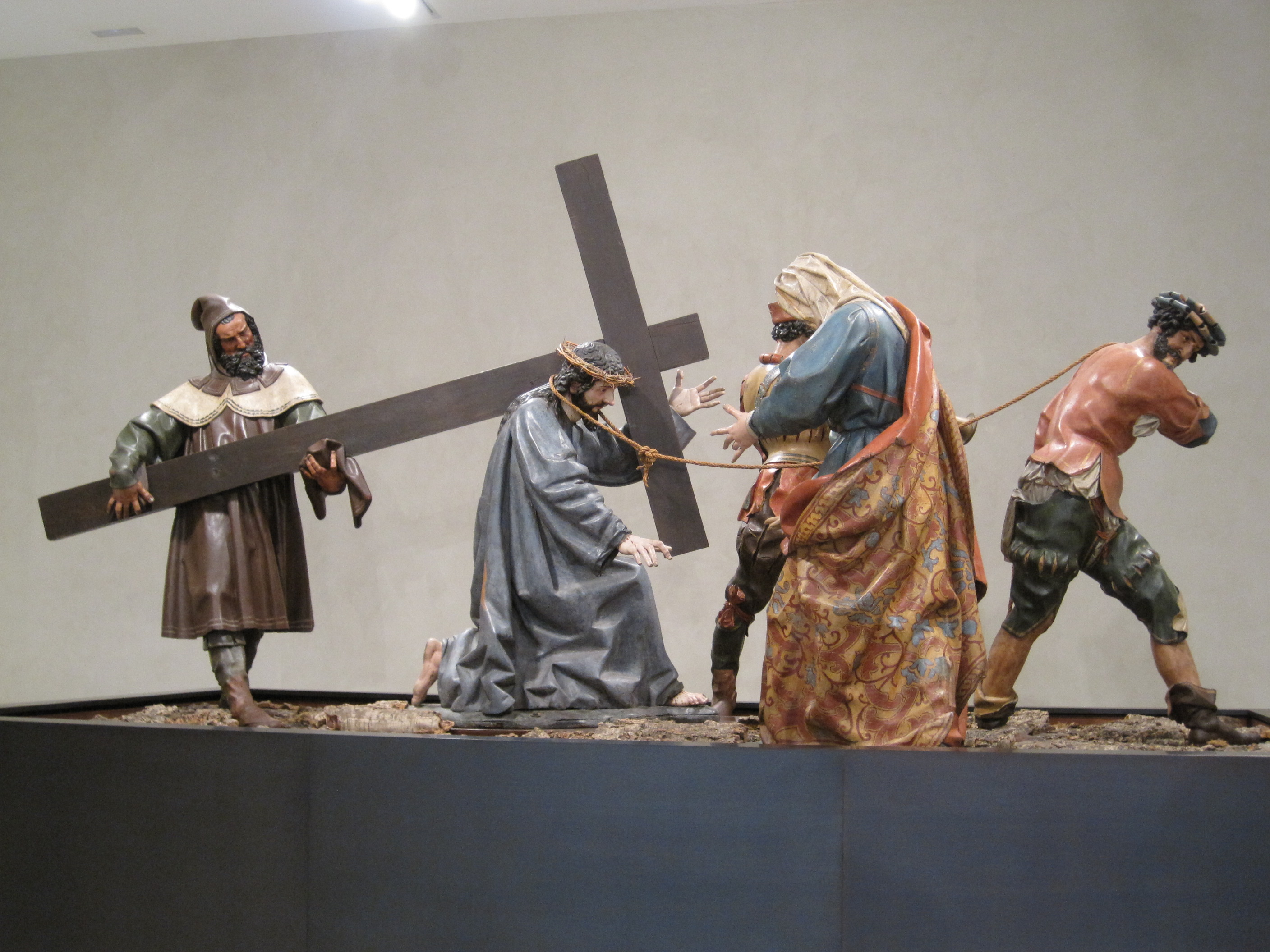
Gregorio Fernández : Voie du Calvaire, 1614.
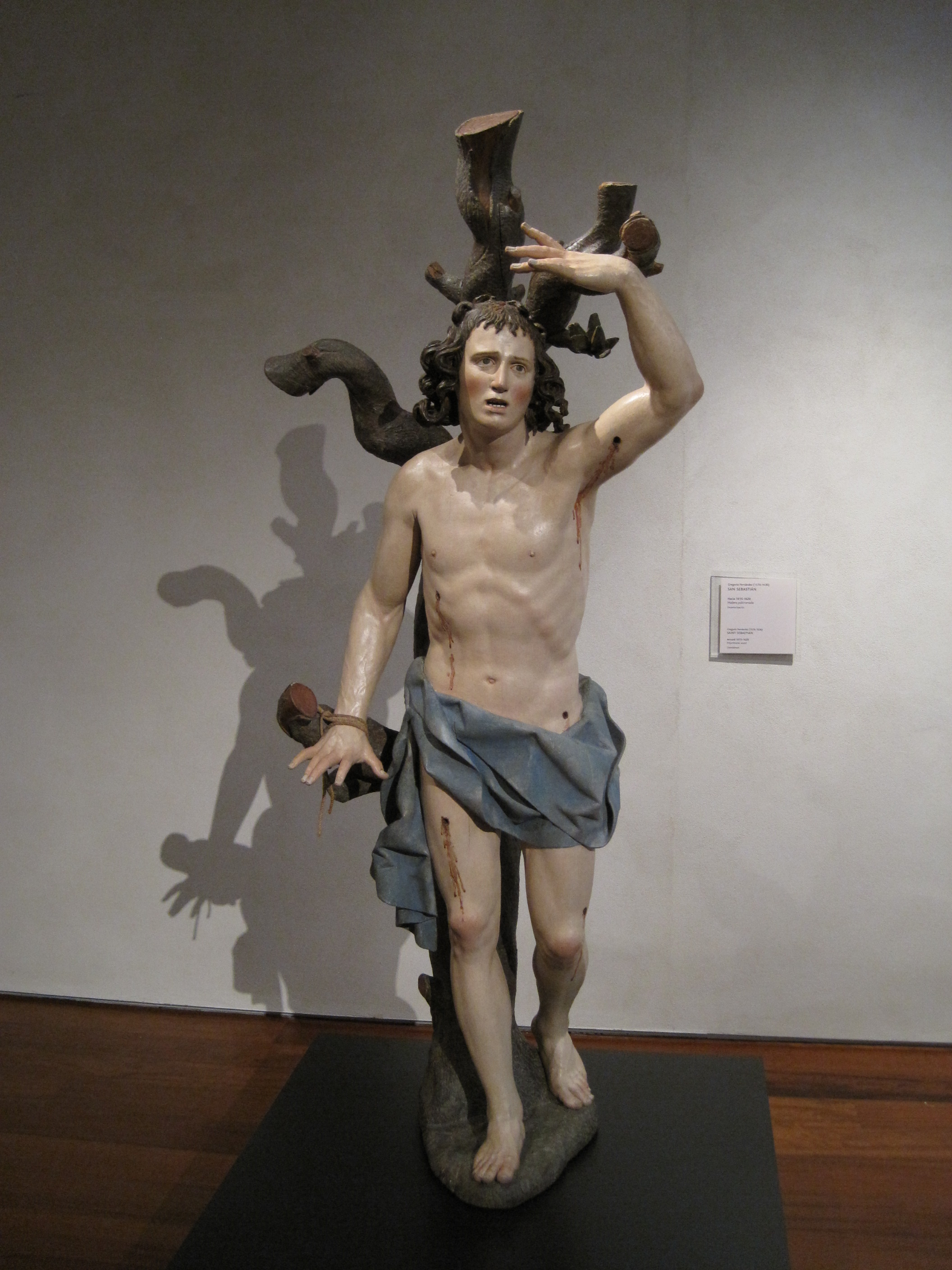
Gregorio Fernández : Saint-Sébastien, 1615-1620.
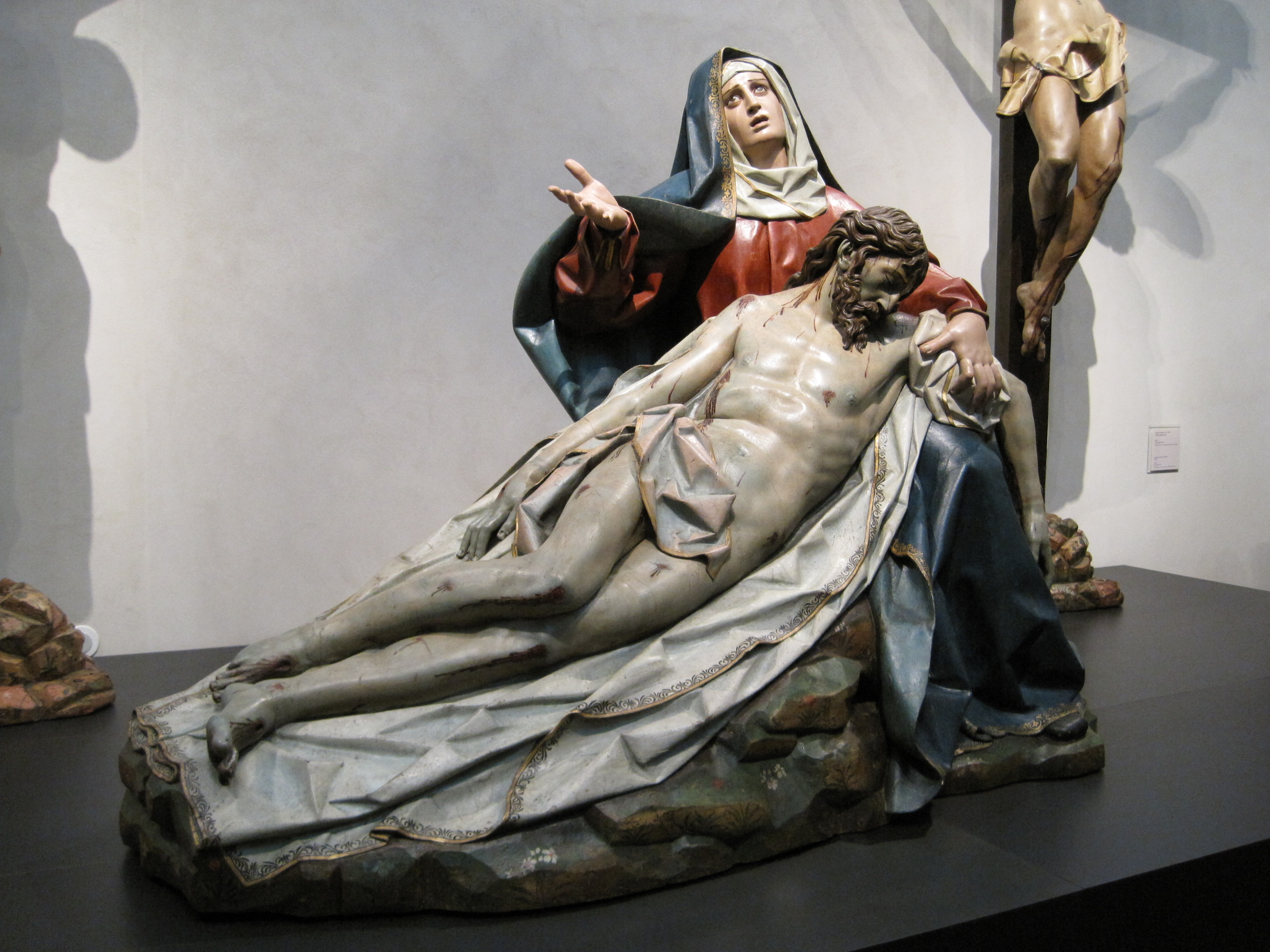
Gregorio Fernández : La sixième angoisse (1616-1617).
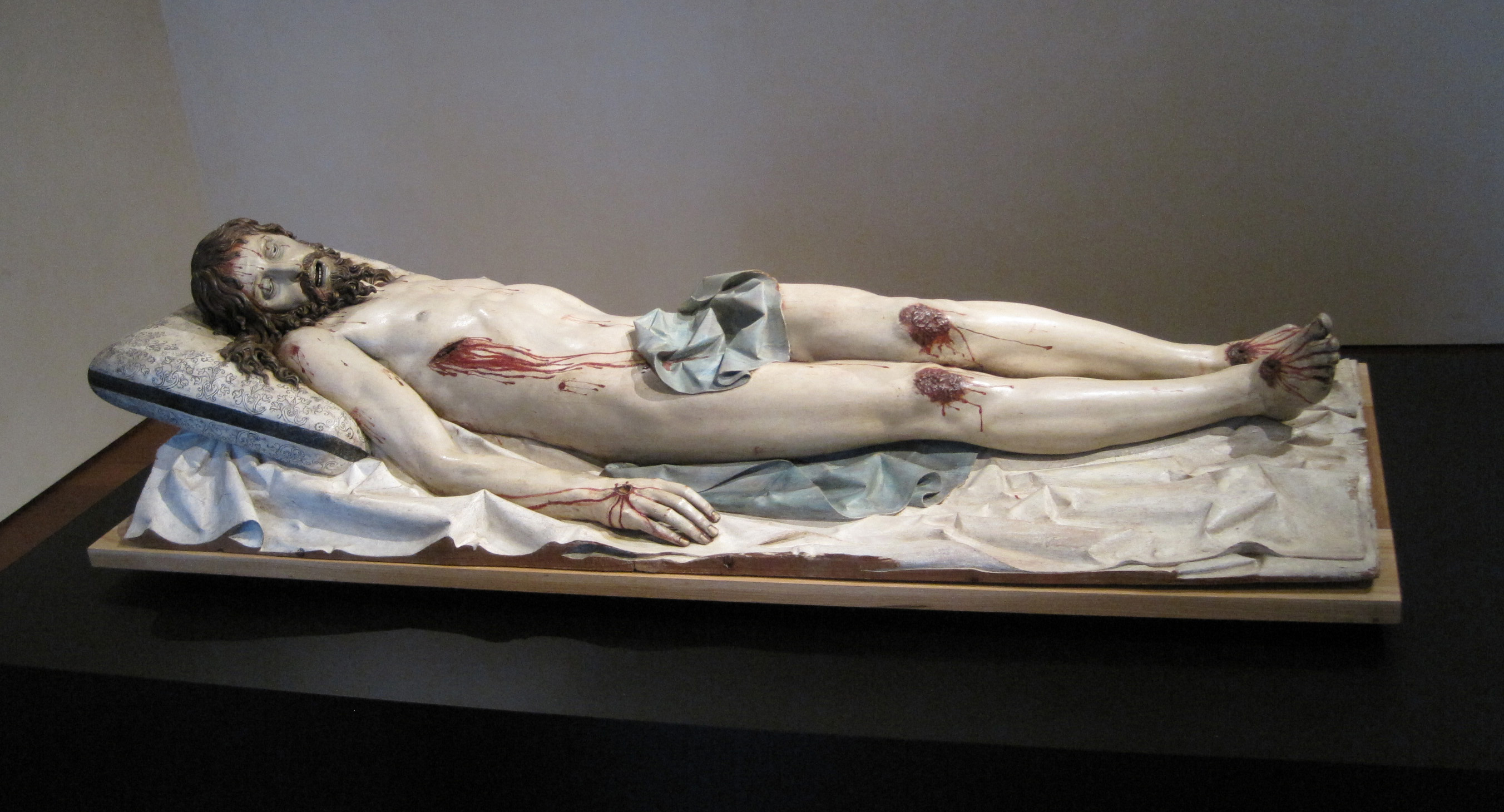
Gregorio Fernández : Christ couchée, 1627.
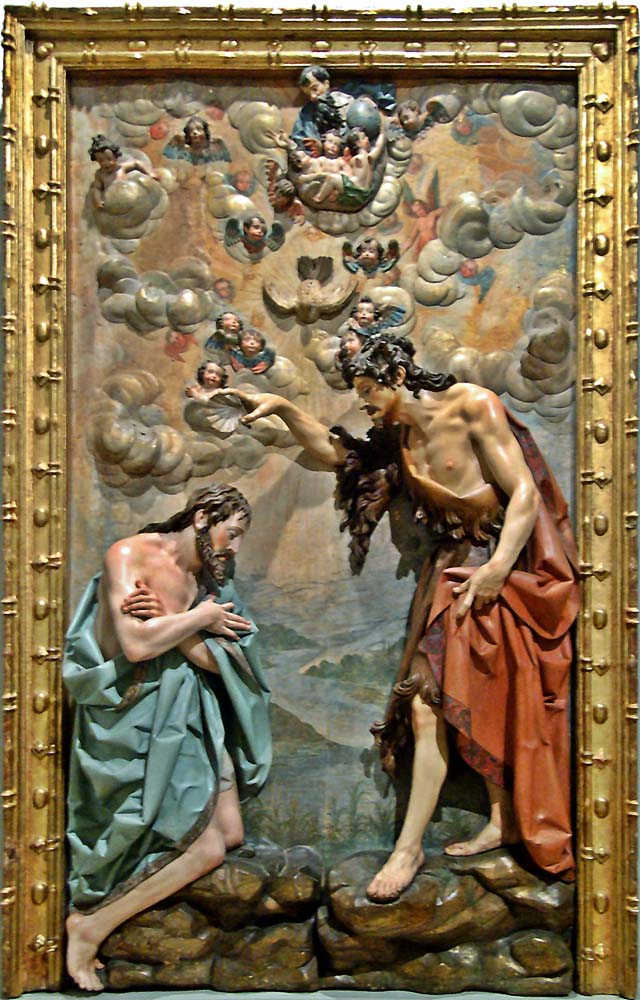
Gregorio Fernández : Le baptême du Christ, 1630.
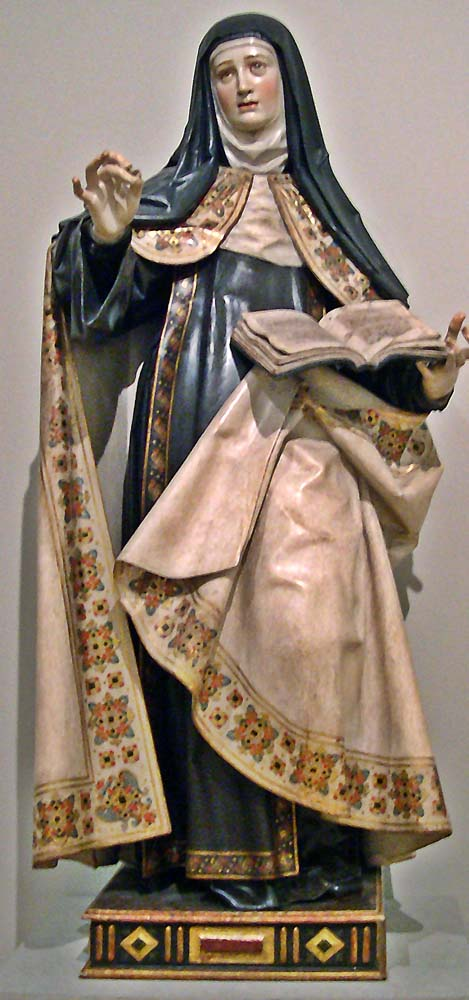
Gregorio Fernández : Sainte Thérèse d'Avila, 1624.

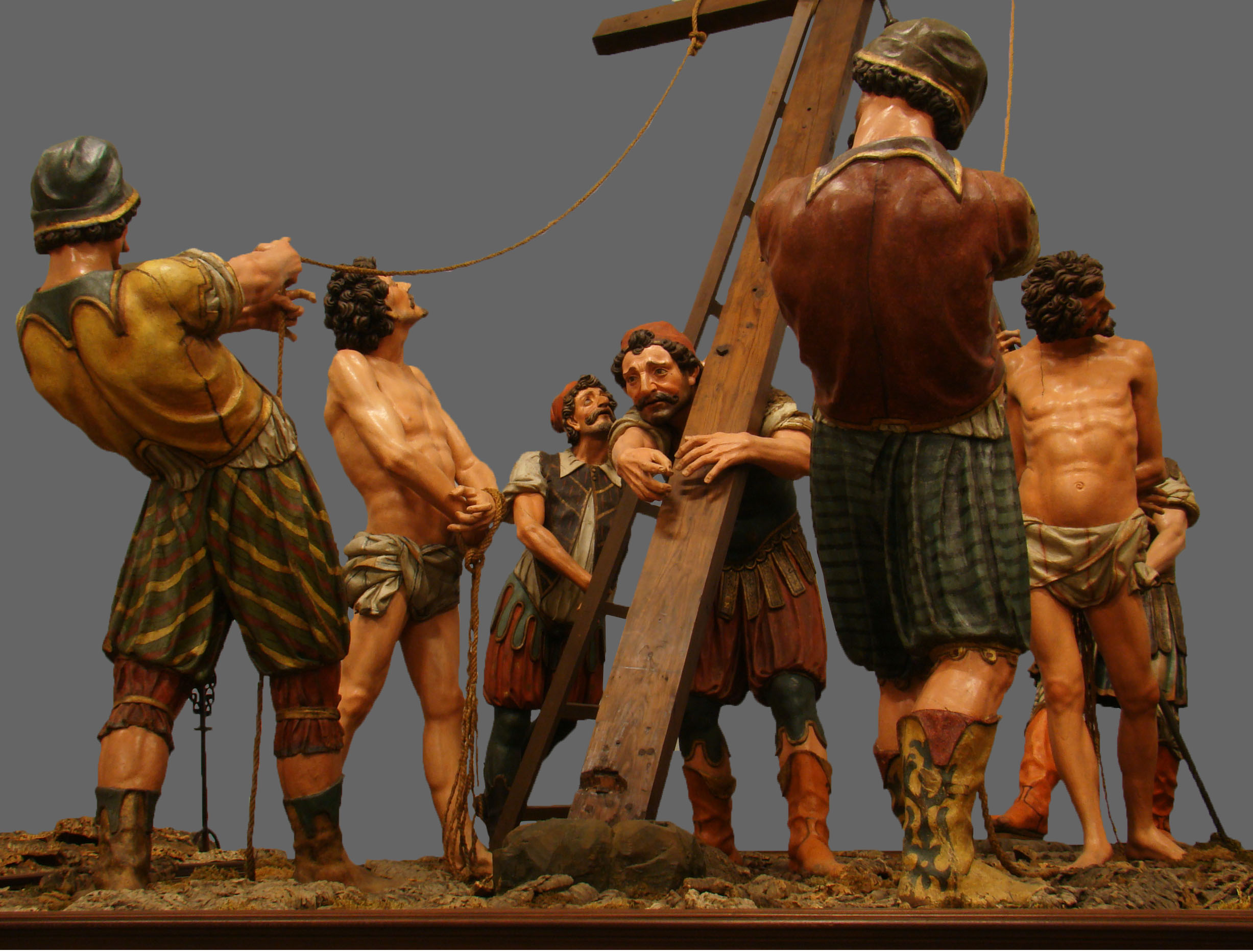
Élévation de la Croix par Francisco del Rincón (es), 1604.
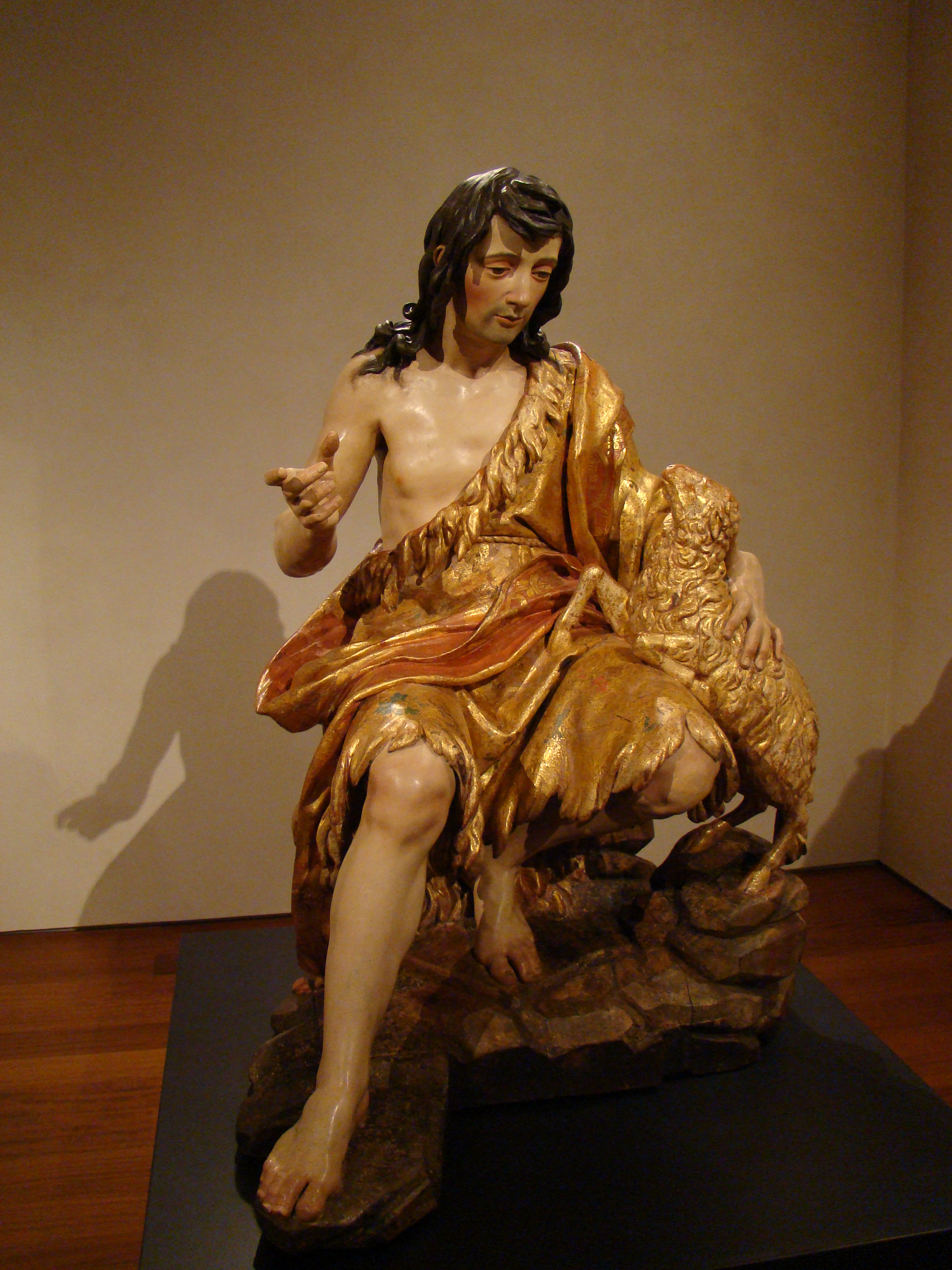
Saint Jean-Baptiste par Alonso Cano, 1634.
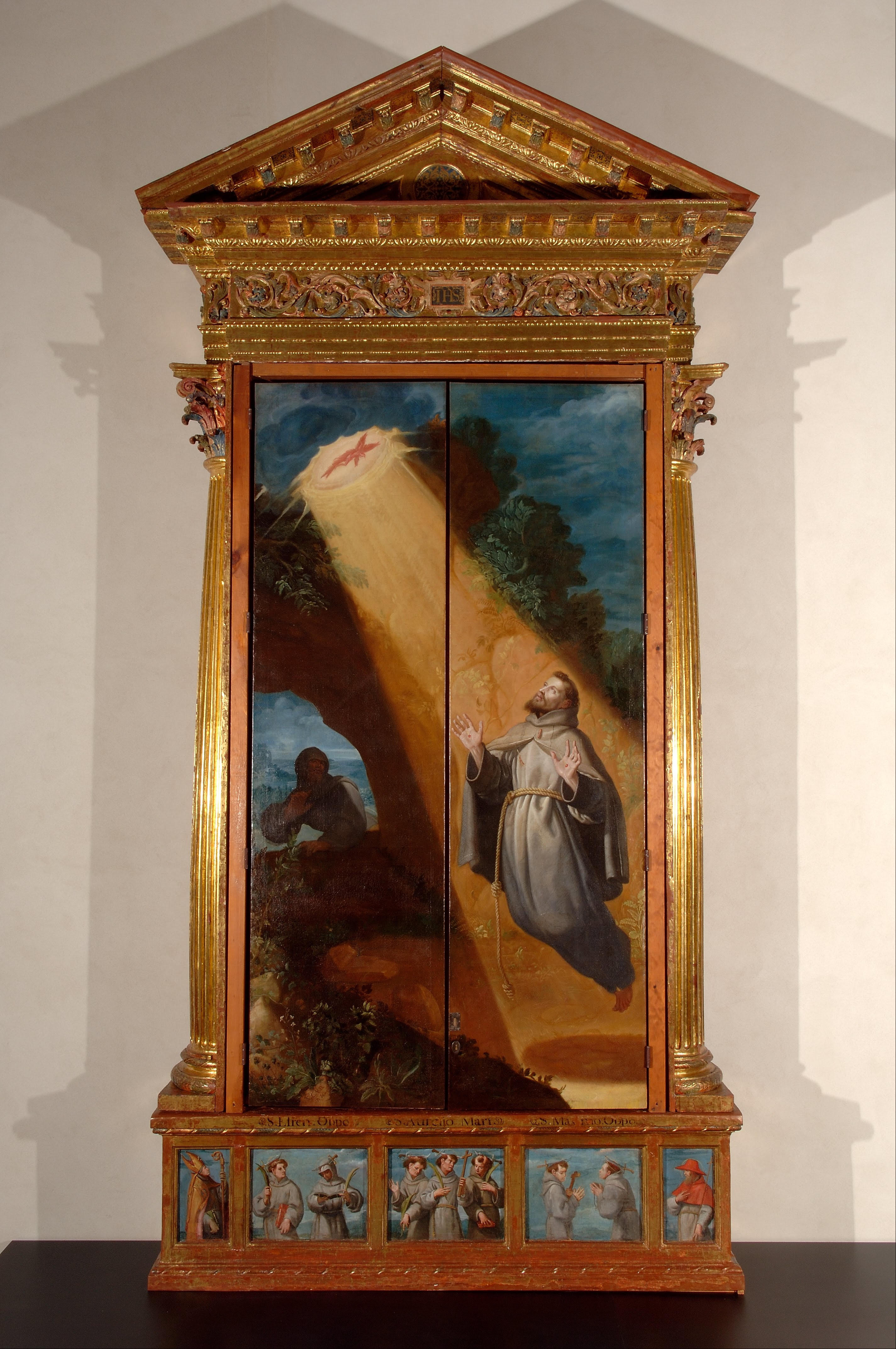
Reliquaire déposait de San Diego par Bartolomé Carducho, 1604-1606.
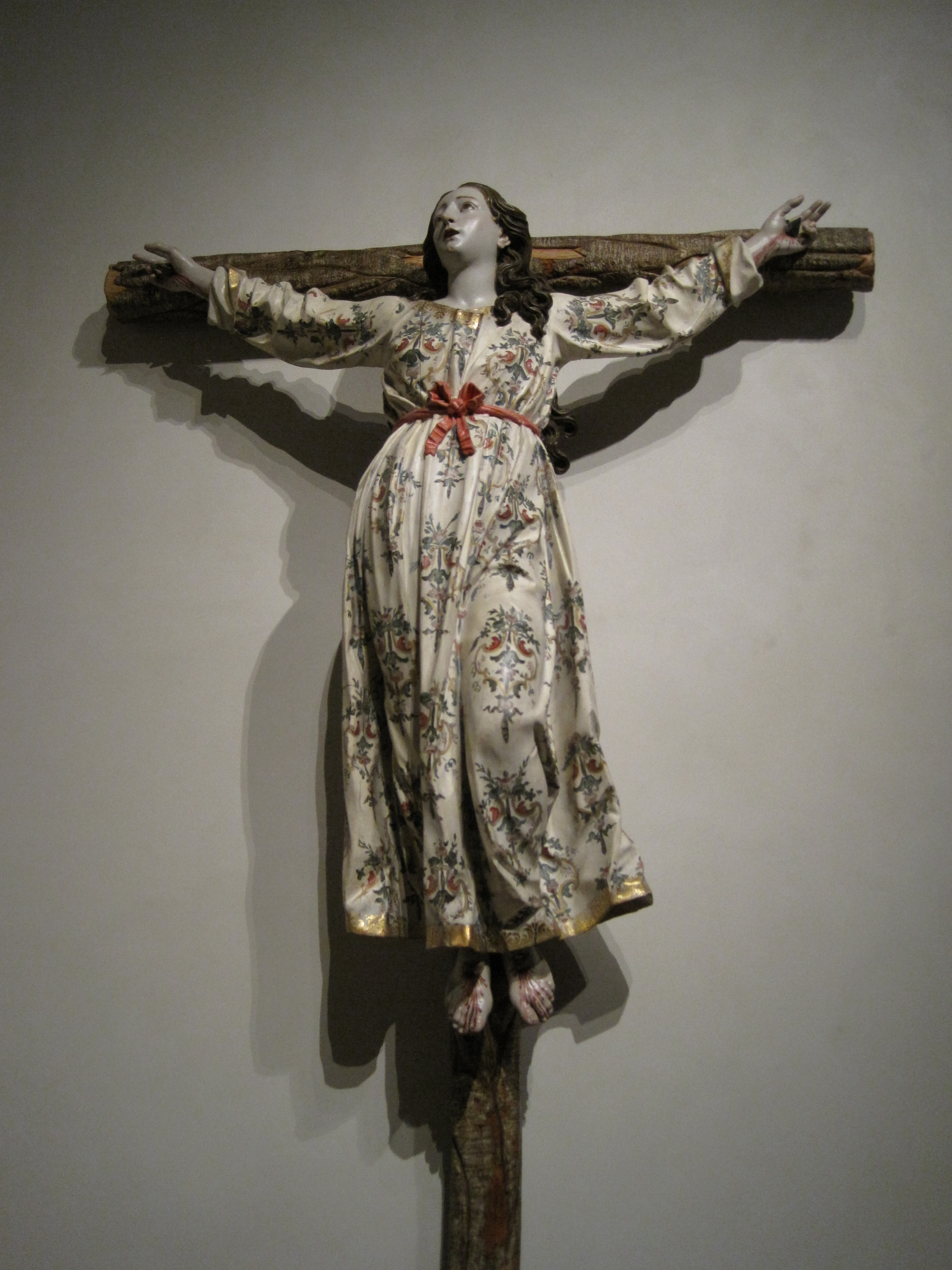
Sainte Eulália par Luis Salvador Carmona (en) (moitié du XVIIIe siècle).
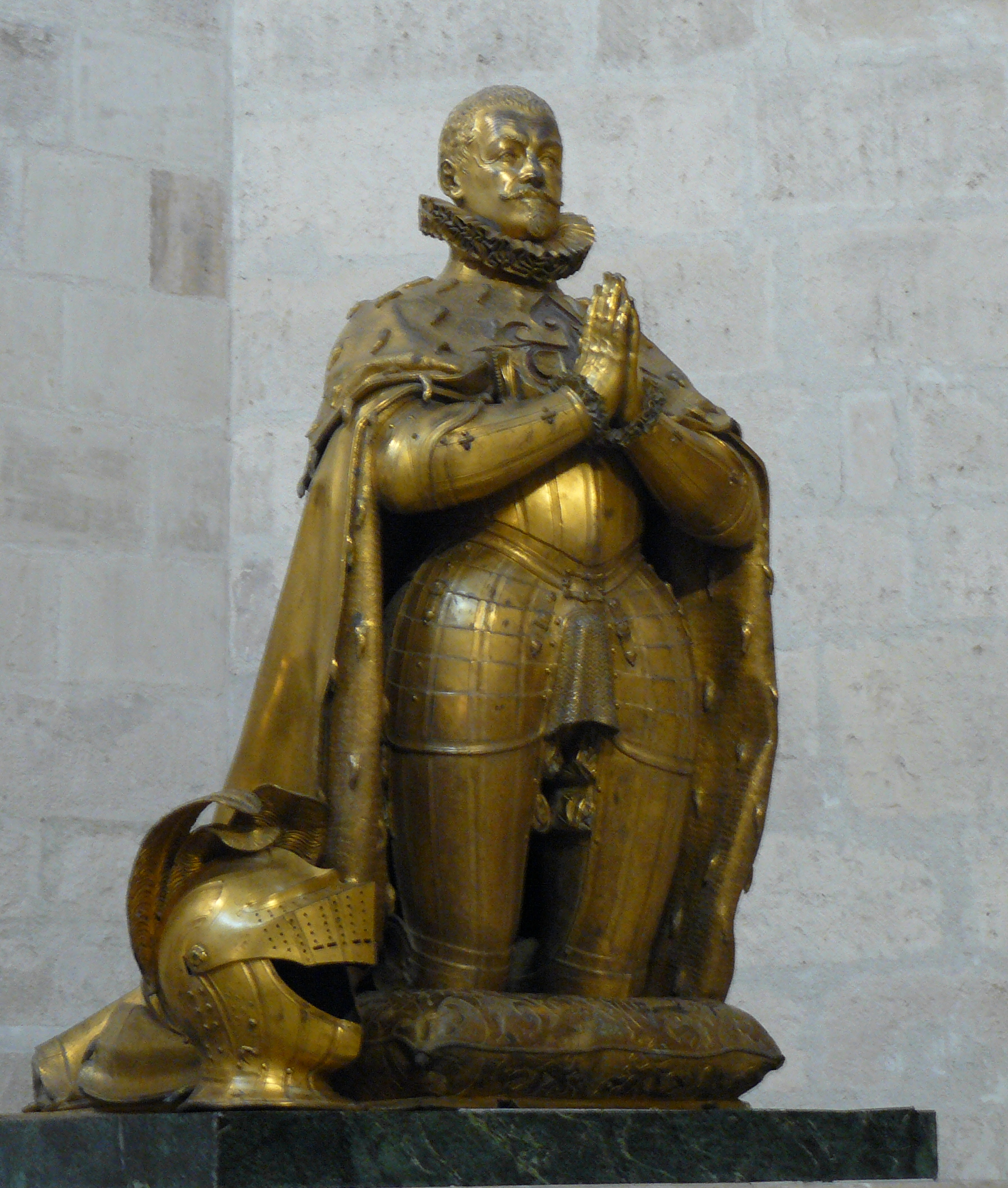
Statue du duc de Lerma
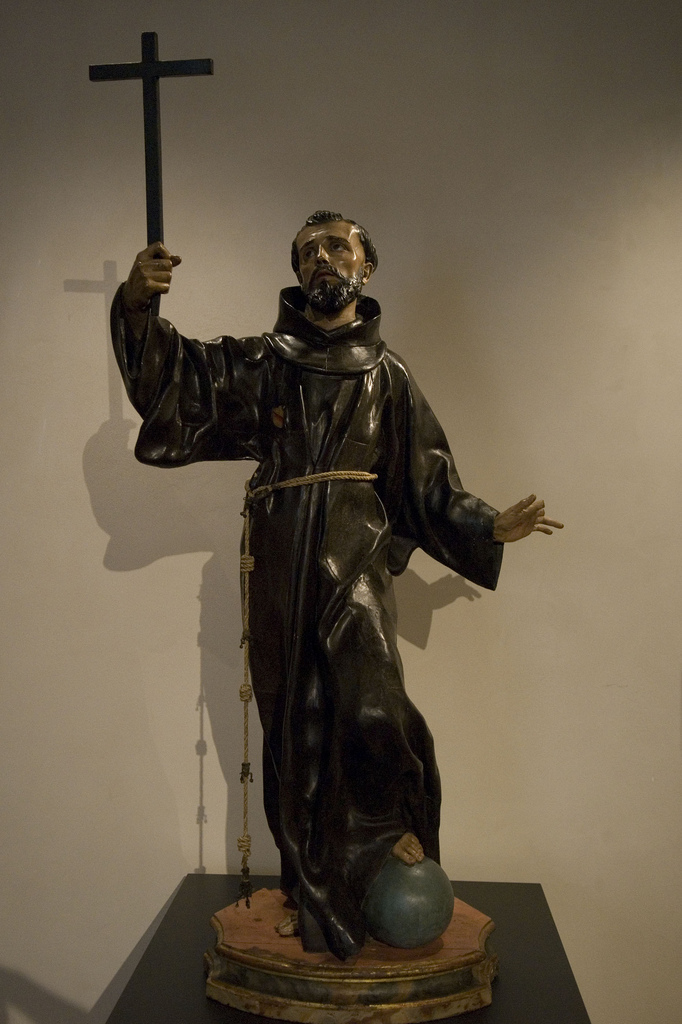
St. François d'Assise par Francisco Salzillo, XVIIIe siècle.
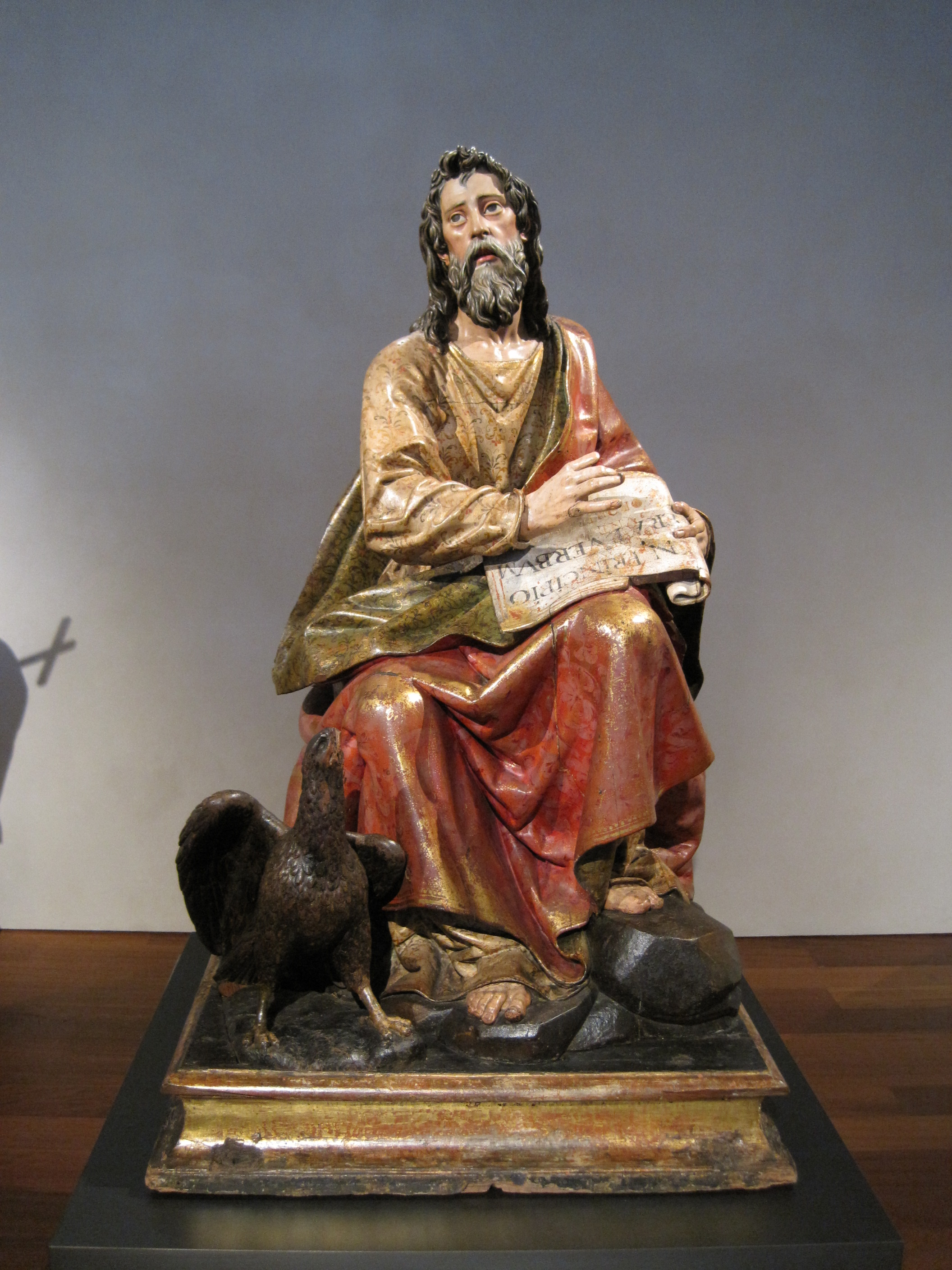
San Juan évangéliste par Juan Martínez Montañés, 1638.
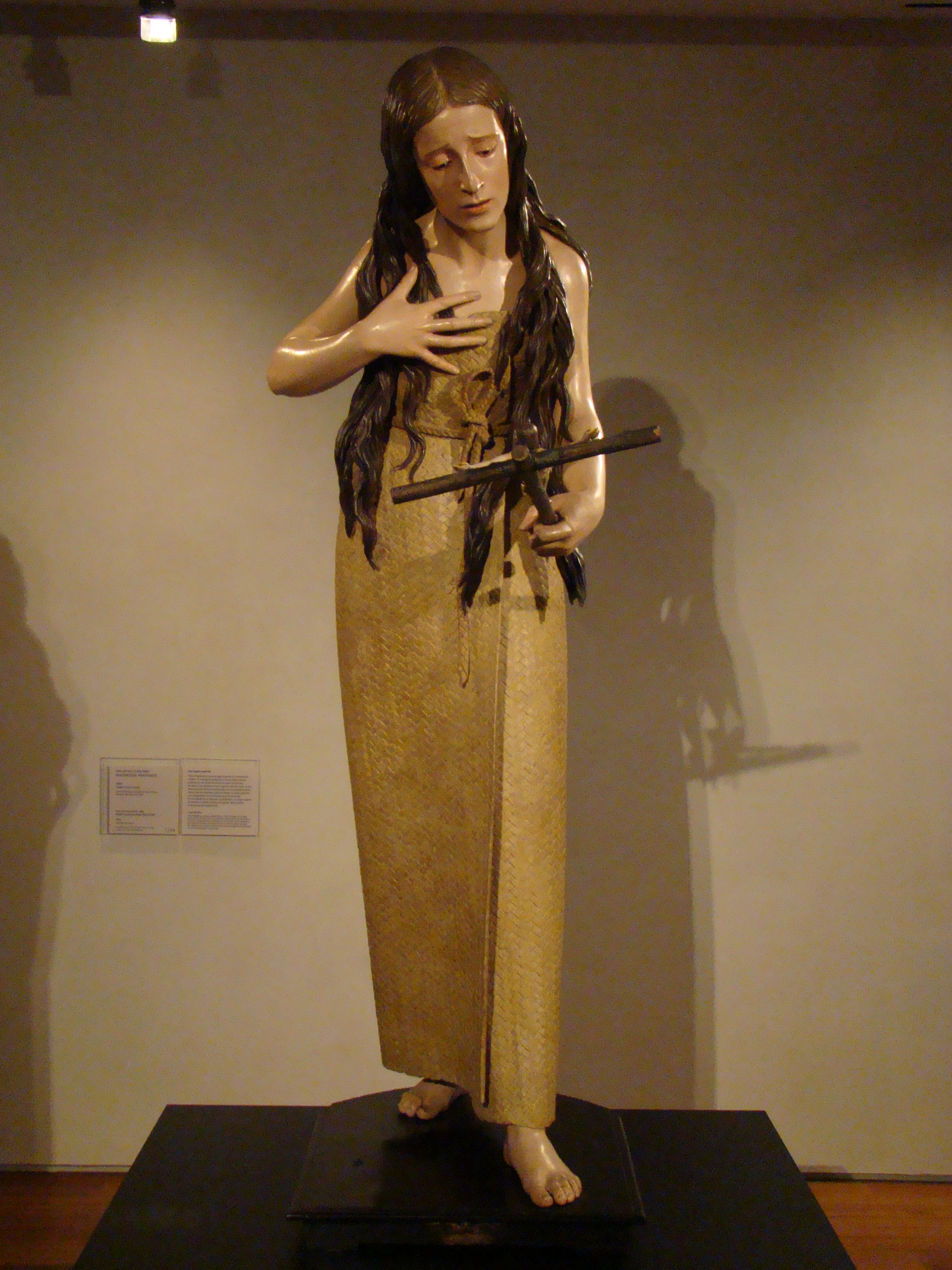
Marie Madeleine pénitente par Pedro de Mena, 1663-1664.